# Église Saint-Séverin d'Oinville-sur-Montcient
L'église Saint-Séverin est une église catholique paroissiale située à Oinville-sur-Montcient, dans les Yvelines, en France. Elle a été fondée en 1127, mais seul le mur nord de la nef subsiste de cette époque. L'édifice s'articule autour d'un transept de la première période gothique, dont la croisée du transept sert de base au clocher central, et surprend par la cohabitation entre des arcs-doubleaux de facture romane, et des chapiteaux de crochets déjà assez évolués, qui ne sont pas antérieurs à la fin du XIIe siècle. À l'est du transept, le chœur se compose d'une travée carrée de la même époque, mais largement remaniée, et d'une abside polygonale de la Renaissance, qui n'est remarquable que pour le retable de pierre baroque qu'elle contient, et son décor à l'extérieur. Des chapelles latérales inégales occupent les angles entre les croisillons du transept et le chœur. Celle du nord devrait dater du XIIIe siècle, et présente une architecture gothique un peu rustique, et celle du nord affiche le style de la fin de la période flamboyante, peu avant le milieu du XVIe siècle, et se signale par une voûte à liernes et tiercerons agrémentée de quatre clés pendantes. À l'ouest du transept, l'on trouve un double vaisseau de trois travées de longueur, dans l'axe du carré du transept et du croisillon sud. Voûtés à la même hauteur, la nef et son collatéral sont de style flamboyant, et assez représentatifs de la reconstruction postérieure à la guerre de Cent Ans dans le Vexin français. À l'extérieur, l'abside, et à plus forte raison, l'élégant petit clocher gothique, constituent les éléments les plus emblématiques de l'église. Son classement aux monuments historiques est intervenu par arrêté du 8 janvier 1932. Elle est affiliée à la paroisse de « Limay-Vexin », qui regroupe seize communes et dix-huit lieux de culte. Des messes dominicales y sont célébrées environ tous les deux mois, à 10 h 30.

## Localisation

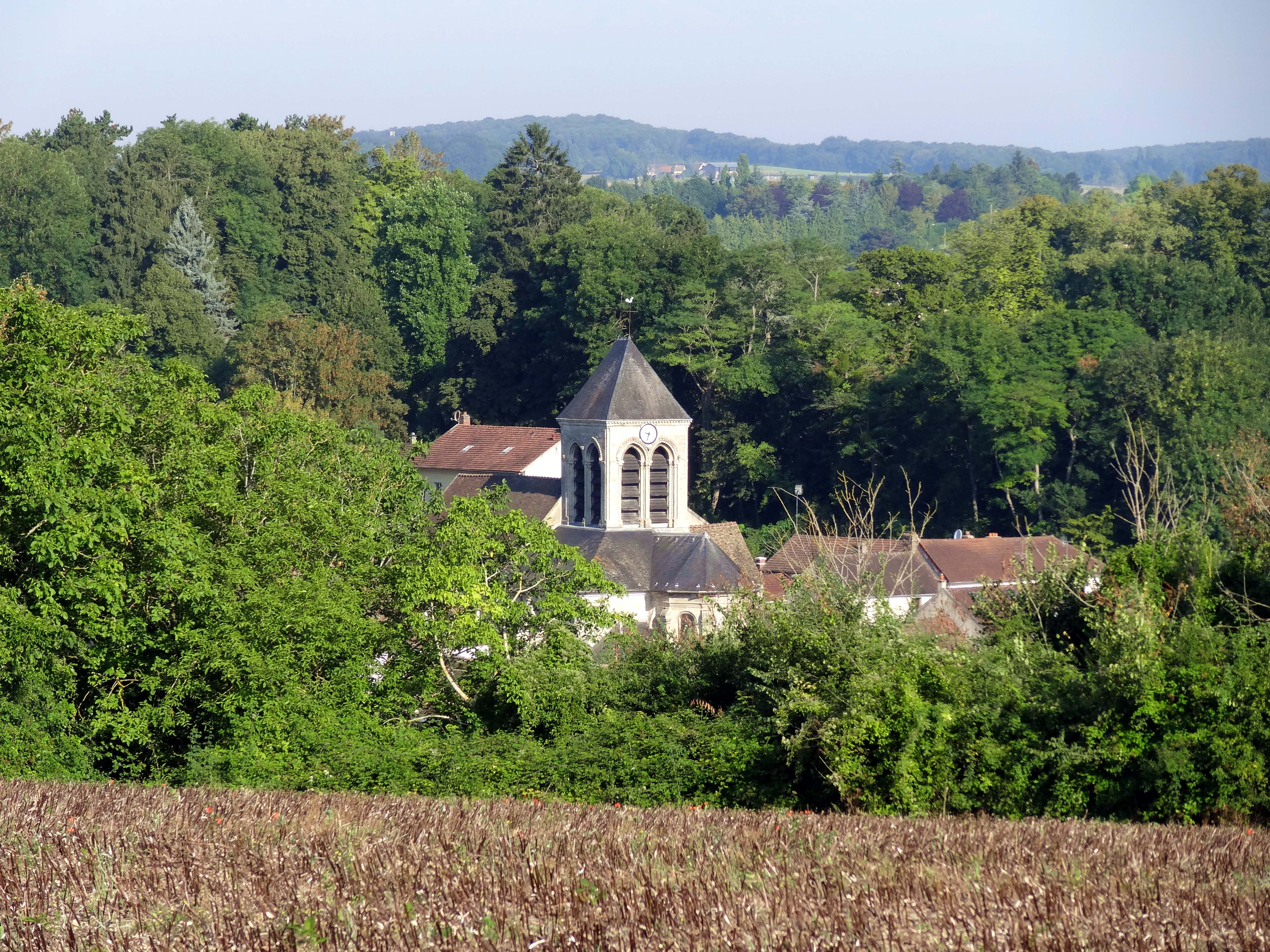
Approche par le sud-est.

L'église Saint-Séverin se situe en France, en région Île-de-France et dans le département des Yvelines, dans le parc naturel régional du Vexin français, sur la rive droite de la Seine, dans la vallée de la Montcient, sur la commune d'Oinville-sur-Montcient, rue de l'Église. L'édifice est bâti perpendiculairement à la rue. C'est le chevet qui donne sur la rue. L'élévation méridionale est précédée d'un grand parvis non aménagé, qui n'est autre que l'ancien cimetière, et utilisé comme parking. Un étroit passage permet de contourner l'édifice par l'ouest et par le nord. Du fait de la proximité immédiate des propriétés voisines, il n'y a pas de façade occidentale.

## Histoire

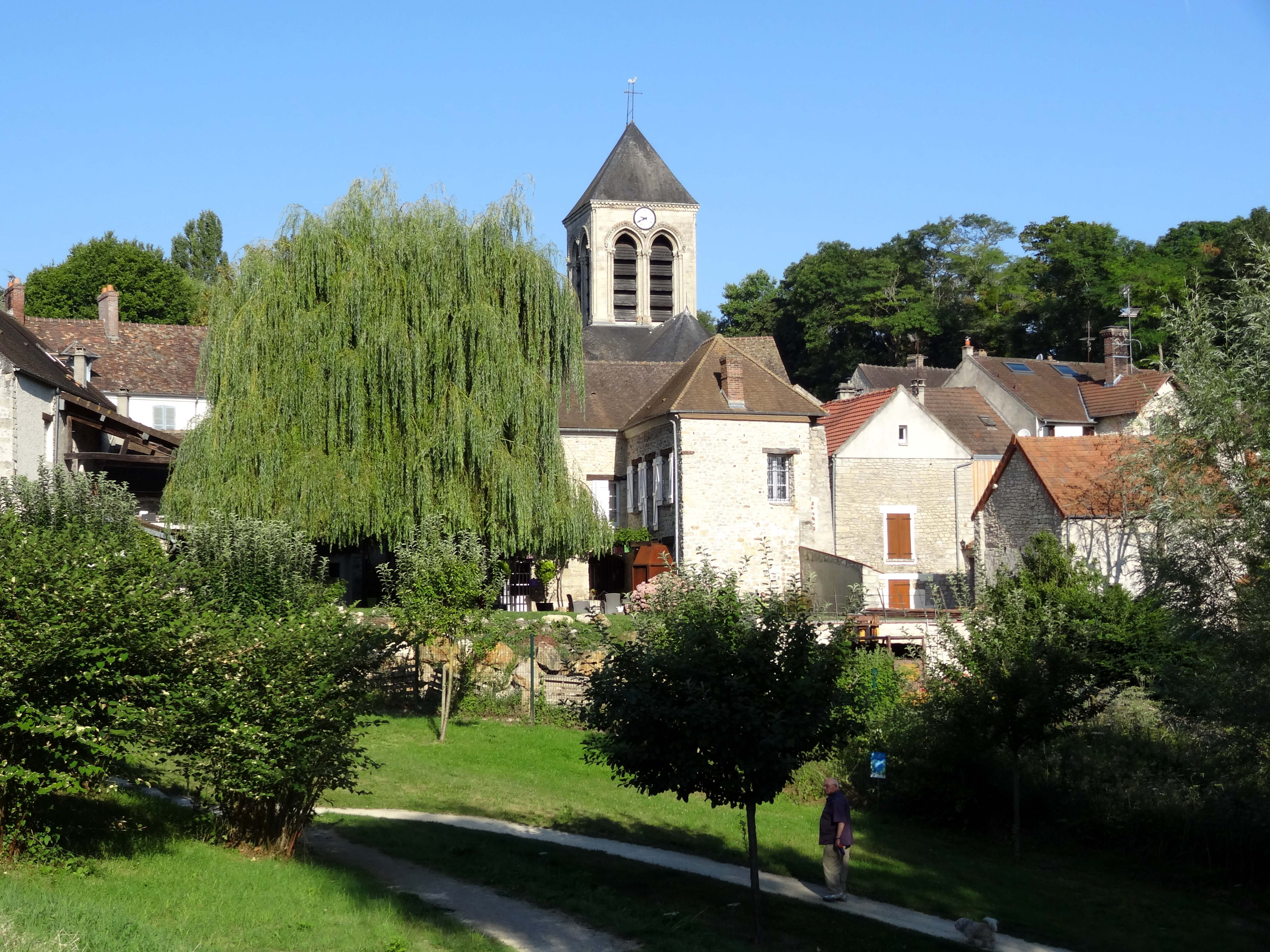
Vue depuis le parc, à l'est.

Selon l'abbé Jean Vital Gautier, la fondation de la paroisse remonte à l'année 1127, ce qui concorde parfaitement avec la datation de la partie la plus ancienne de l'église, à savoir le mur gouttereau nord de la nef. Les auteurs ne précisent pas à quel saint Séverin l'église est dédiée. Sous l'Ancien Régime, Oinville-sur-Montcient relève de l'archidiocèse de Rouen, de l'archidiaconé du Vexin français avec siège à Pontoise, et du doyenné de Magny-en-Vexin. Le collateur de la cure est l'abbé de l'abbaye chartraine Saint-Père-en-Vallée comme à Gaillon-sur-Montcient et Juziers.

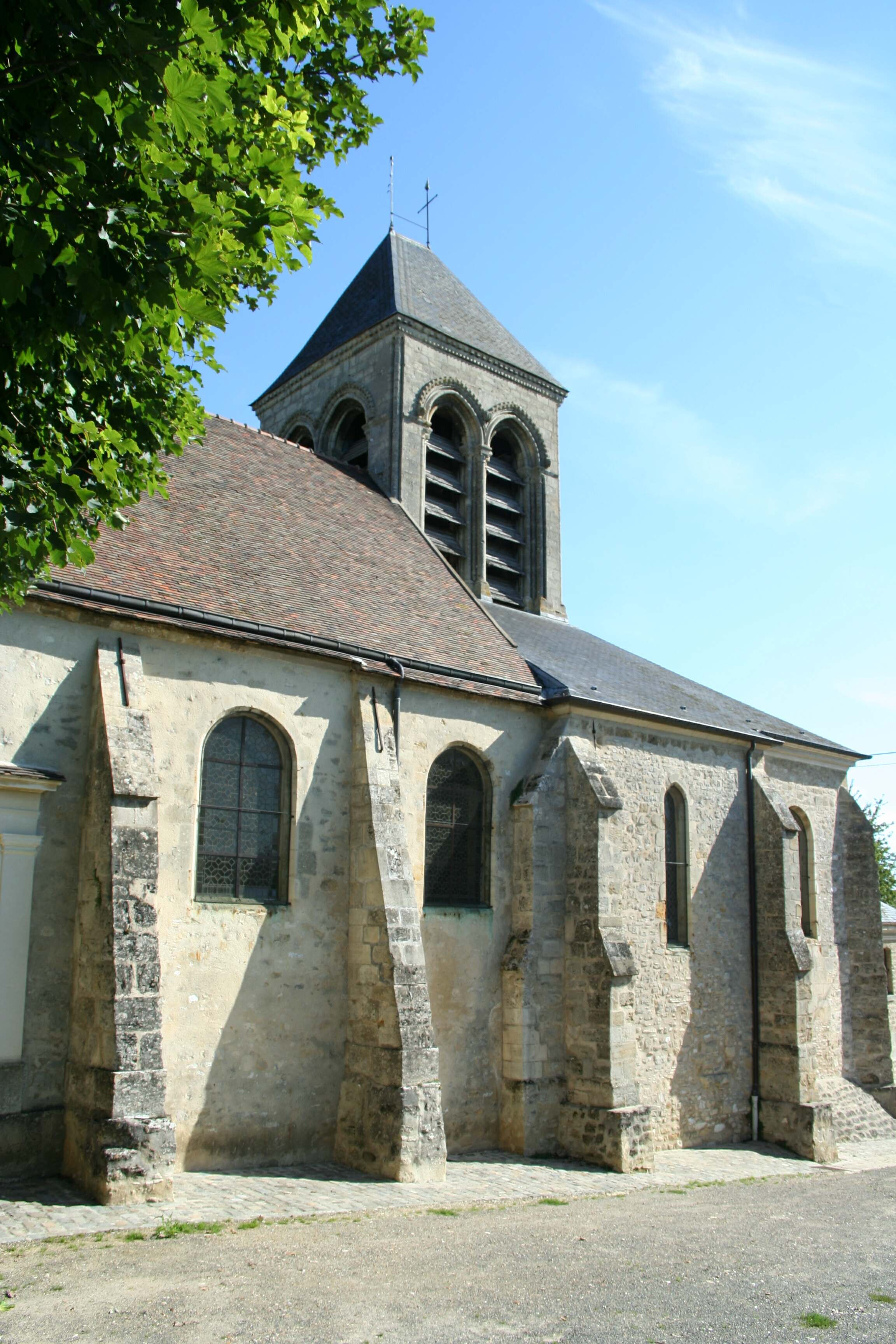
Vue depuis le sud-ouest.

Si le mur septentrional de la nef représente bien la partie la plus ancienne de l'église, il ne faut pas en conclure que la première église était dépourvue d'un chœur. En tant que sanctuaire, il constitue la partie la plus importante d'une église, et une église sans sanctuaire n'est pas concevable. Il devait donc bien y avoir un chœur contemporain de la nef romane, voire plus ancien, puisqu'il n'est pas dit que l'église paroissiale ne fut pas précédée par une modeste chapelle. Comme dans de nombreux autres villages du Vexin, le chœur roman est assez rapidement jugé insuffisant, et remplacé par une croisée du transept gothique, tenant en même temps lieu de base du clocher central, dès les années 1180. Ses arcs-doubleaux non moulurés à double rouleau sont de facture romane, mais ses chapiteaux de crochets sont clairement gothiques, et reflètent le style de la fin du XIIe siècle, au point que l'on est tenté de s'interroger s'ils ne sont pas issus d'une reprise en sous-œuvre, voire de la reconstruction totale d'une construction romane inaboutie, en réemployant les claveaux anciens. Des ruptures dans l'appareil indiquent que le chantier connaît une interruption avant la mise en œuvre des croisillons. Leurs voûtes, tailloirs et chapiteaux sont toutefois analogues à la croisée du transept. Bernard Duhamel les date du XIIIe siècle ; il conviendrait de préciser du début du XIIIe siècle. C'est à la même époque qu'appartiennent le clocher, la première travée du chœur, et peut-être les fenêtres en lancette simple au nord de la nef. Puis, le chantier s'interrompt de nouveau, avant que l'on ne perce des arcades dans le mur nord du chœur et le mur est du croisillon nord, et bâtit une chapelle d'une travée dans leur angle. Ultérieurement, à la période gothique rayonnante, le croisillon nord est muni d'une nouvelle fenêtre à remplage du côté nord.
Ensuite, l'église reste en l'état jusqu'au second quart du XVIe siècle. Elle est alors agrandie par l'adjonction d'un bas-côté au sud de la nef, en même temps que celle-ci est voûtée d'ogives. Le maître d'œuvre reste anonyme, mais les recherches de Monique Richard-Rivoire ont démontré que son atelier est également intervenu à Jambville. Une chapelle d'une travée est édifiée dans l'angle entre croisillon sud et chœur. Elle serait imputable à Jean, seigneur d'Oinville et de Jambville. Toutes ces parties sont de style gothique flamboyant, sauf pour les clés de voûte, qui se rattachent à la Renaissance. La dernière partie construite de l'église, en l'occurrence l'abside à pans coupés, est déjà presque exclusivement de style Renaissance. Seule la voûte ne peut pas nier l'influence flamboyante. L'on conjecture qu'elle se substitue à un chevet plat. Quelques modifications mineures, mais déterminantes pour l'aspect extérieur de l'église, sont encore apportées au XVIIIe siècle : le portail est refait, et les fenêtres du sud sont repercées (sauf celle du croisillon). Le versant sud de l'église évoque désormais une construction néo-classique rustique, et en réunion avec l'abside Renaissance, le caractère majoritairement gothique et flamboyant de l'église ne se devine plus guère. L'édifice est classé aux monuments historiques par arrêté du 8 janvier 1932. Il est restauré en plusieurs campagnes à la fin du XXe siècle. En octobre 2011, deux nouvelles cloches sont installées dans le beffroi. Nommées Benoîte-Rolande et Marie-Adrienne, en souvenir aux anciens curés Roland Grapinet et Adrien Van Hoof, elles pèsent respectivement 372 et 268 kg, et recréent le carillon en fa la do attesté avant la Révolution française. L'église Saint-Séverin est aujourd'hui affiliée à la paroisse de « Limay-Vexin », qui regroupe seize communes et dix-huit lieux de culte. Des messes dominicales y sont célébrées environ tous les deux mois, à 10 h 30.

## Description

### Aperçu général

Plan de l'église.

Régulièrement orientée, avec une légère déviation de l'axe vers le sud-est du côté du chevet, l'église répond à un plan dissymétrique, qui peut toutefois être ramené à un plan cruciforme augmenté de travées supplémentaires. Elle se compose d'une nef de trois travées accompagnée d'un collatéral au sud seulement ; d'un transept qui ne déborde qu'au nord, et dont la croisée du transept est en même temps la base du clocher central ; d'un chœur comportant une travée carrée et une abside à pans coupés de faible profondeur ; et de deux chapelles latérales de style différent dans les angles entre les croisillons et la première travée du chœur. L'ensemble de l'église est voûté d'ogives, et à un seul niveau d'élévation. Hormis la chapelle latérale nord, qui est très basse, toutes les travées sont voûtées à la même hauteur. Une sacristie moderne occupe l'angle entre la chapelle latérale sud et l'abside. Puisqu'il n'y a pas de façade occidentale, l'on accède à l'église par un portail au sud de la première travée du collatéral sud, ou accessoirement par un portail secondaire au nord de la deuxième travée de la nef. Celle-ci et le collatéral sont recouverts ensemble par une toiture unique à deux rampants, avec un pignon à l'ouest. Le croisillon nord est doté d'un toit en bâtière perpendiculaire à l'axe de l'édifice, avec un pignon au nord. Afin de laisser dégagé l'étage de beffroi du clocher, le croisillon sud et la première travée du chœur sont munis d'un toit en pavillon à faible pente, sur lequel vient s'appuyer le toit à croupes de l'abside. Le clocher est coiffé d'un toit à la hache.

### Intérieur

#### Nef et collatéral

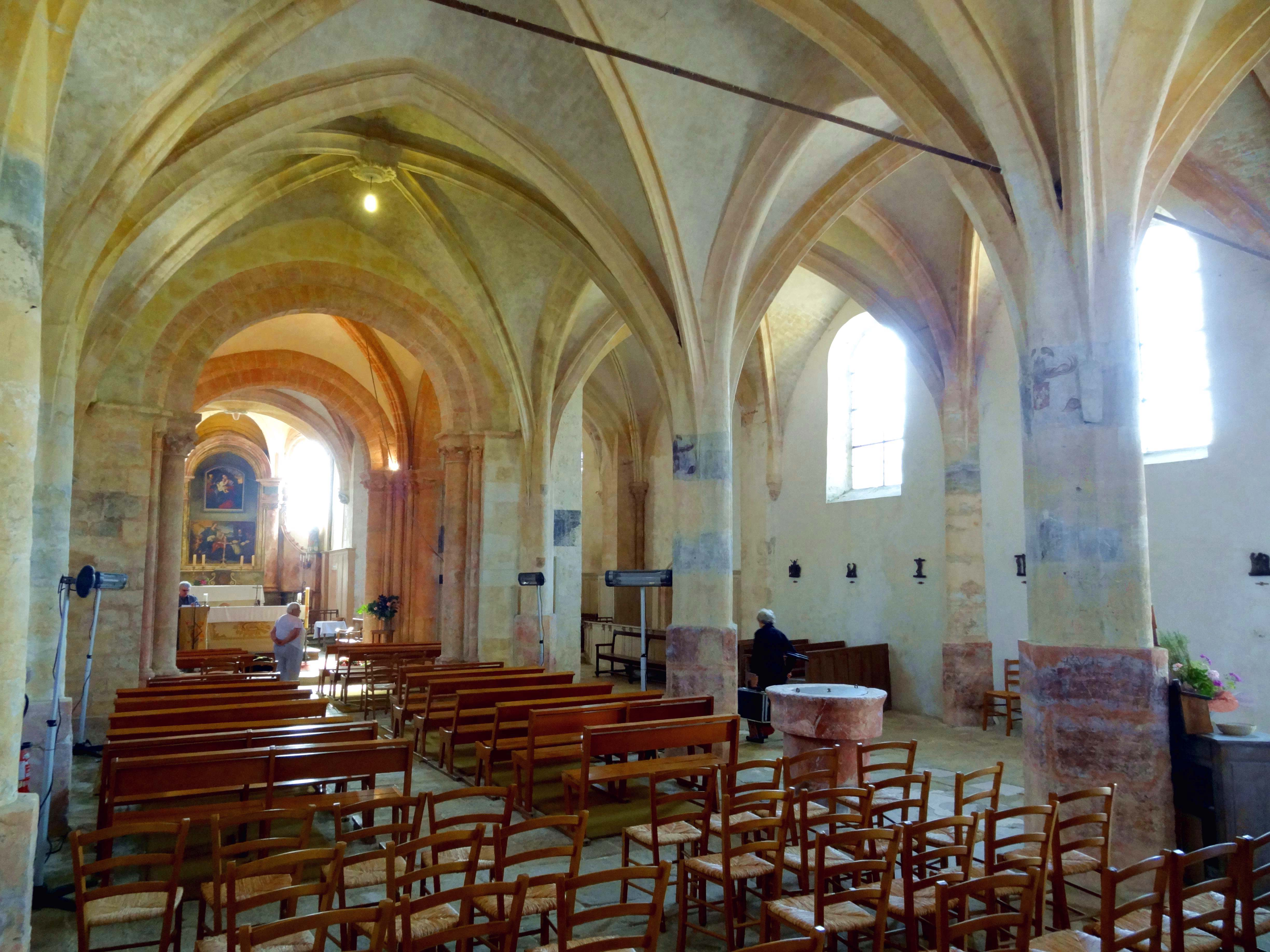
Nef, vue diagonale vers le sud-est.

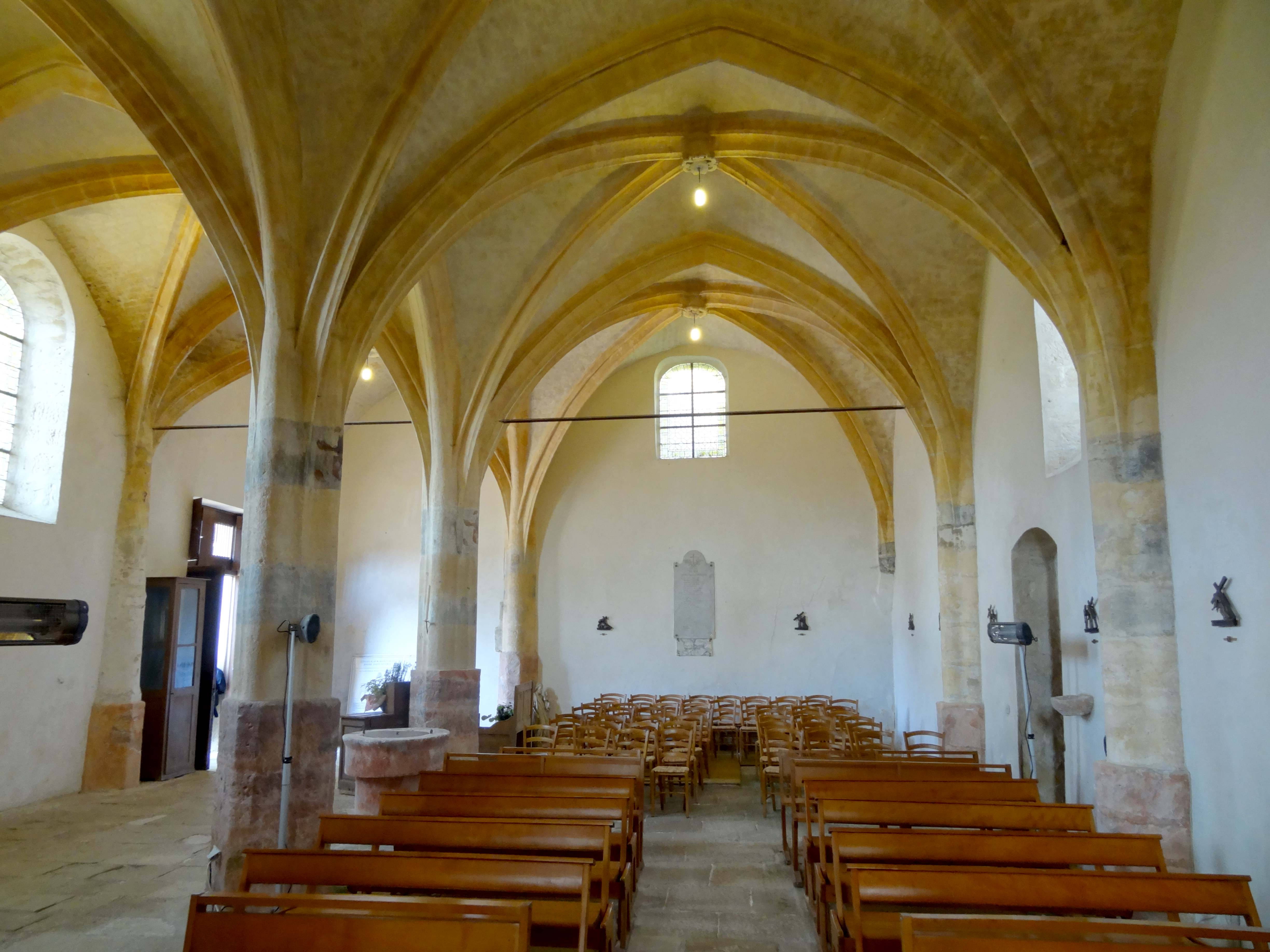
Nef, vue vers l'ouest.

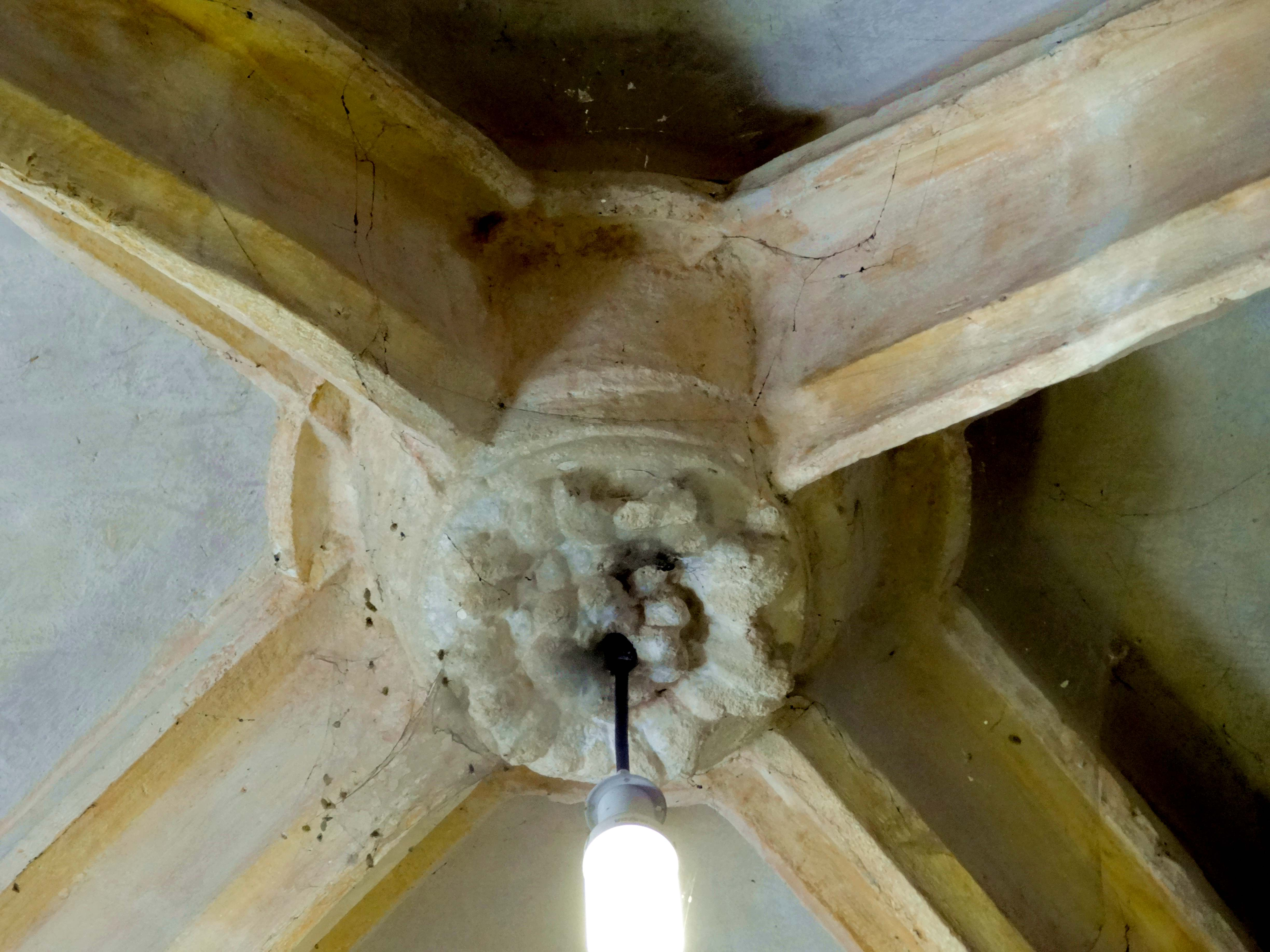
Collatéral, clé de voûte de la 3e travée.

La nef et son collatéral forment, à l'intérieur, un espace unifié parfaitement homogène. L'on ne relève aucune trace d'architecture romane, et les murs sont de toute façon enduits, comme l'exige leur appareil de petits moellons noyés dans un mortier. Les deux vaisseaux ne diffèrent que par leur largeur et par leurs fenêtres, qui ne datent pas de leur époque de construction respective. L'arc triomphal faisant communiquer la nef avec le carré du transept est contemporain de celui-ci, et n'est pas à considérer ici, tandis que l'arc-doubleau reliant le collatéral au croisillon sud est flamboyant, et analogue aux autres doubleaux des deux vaisseaux. La nef et le collatéral d'Oinville reflètent un développement assez fréquent à la période flamboyante, qui est avant tout celle du renouveau et de la reconstruction après la guerre de Cent Ans, bien que sa genèse remonte loin dans le XIVe siècle. L'on veut agrandir la nef, et lui donner un aspect plus solennel, à la hauteur de l'architecture du sanctuaire, mais par mesure d'économie, l'on conserve les murs extérieurs de la nef médiévale, et se contente d'un unique bas-côté. Arthies, Jambville, Lierville et Vaudancourt constituent d'autres exemples. Si l'on renonce à un deuxième collatéral, l'on voûte souvent le collatéral à la même hauteur que le vaisseau central ; Monique Richard-Rivoire observe que c'est même le cas de la majeure partie des églises vexinoises dont les nefs ont connu une reconstruction à la période flamboyante. La hauteur modeste de la nef est en quelque sorte compensée par une hauteur relativement considérable du collatéral, bas-côté n'étant en l'occurrence pas le terme approprié. Quand le vaisseau central dépasse en hauteur le bas-côté, celui-ci est souvent disposé au nord, ce qui favorise l'éclairage du premier par la lumière naturelle (Avilly-Saint-Léonard, Borest, Lierville, Rivecourt, Villeneuve-sur-Verberie…), mais avec un voûtement à la même hauteur, la question se pose dans une moindre mesure. Les voûtes et leurs supports sont d'une architecture soignée, avec, comme seul bémol, l'absence de formerets. En dehors des piliers engagés, les élévations latérales sont en revanche frustes, et le pourtour des fenêtres n'est pas mouluré. Ceci vaut tant pour les lancettes gothiques au nord, que pour les baies modernes à l'ouest de la nef et dans le collatéral. Bien que largement concernée par la reconstruction flamboyante, l'église d'Oinville ne possède ainsi pas la moindre fenêtre au réseau flamboyant. Il reste à mentionner, dans ce contexte, que le collatéral est dépourvu de fenêtre dans la première travée, tant au sud qu'à l'ouest, et que la première fenêtre du nord est bouchée par des lattes, et devenue invisible depuis l'intérieur.
Les deux vaisseaux sont séparés par trois doubleaux longitudinaux, qui reposent au milieu sur deux piliers libres. Ce sont des piliers ondulés à quatre renflements, séparés par autant d'arêtes saillantes. Les ondulations sont formées par deux doucines affrontées, et les arêtes sont obtenues naturellement aux points de rencontre des faces. Selon Monique Richard-Rivoire, elles permettent d'obtenir un effet de brisure de lumière beaucoup plus heureux qu'avec les piliers ondulés ordinaires. Elle fait le rapprochement avec les piliers de Guiseniers, Jambville, Lierville, Notre-Dame-de-l'Isle et Vaudancourt. Au type des piliers ondulés ordinaires appartiennent les piliers engagés dans les murs extérieurs et la pile sud-ouest du clocher. Ils sont à trois renflements, on les rencontre dans la quasi-totalité des édifices flamboyants du Vexin, quel que soit le type des piliers libres. Dans les angles nord-ouest, nord-est et sud-est, des culs-de-lampe reçoivent les ogives, et même le doubleau vers le croisillon sud. Dans l'angle nord-ouest, il semble toutefois s'agir d'un pilier ondulé à un seul renflement, qui a été tronqué. C'est en effet le type de support que l'on trouve dans l'angle sud-ouest. Les piliers n'ont pas de bases. Ils reposent directement sur les socles, comme à Boury-en-Vexin, Jambville, et Vaudancourt. Les socles des piliers libres sont de plan losangé, aux angles abattus. Si ce parti résulte vraisemblablement des contraintes économiques, à l'instar de l'absence de formerets, la pénétration directe des nervures dans les piliers, sans interposition de chapiteaux ou frises, constitue l'une des essences du voûtement flamboyant, ce qui ne signifie pour autant pas qu'elle soit systématique. Reste à évoquer le profil des nervures des voûtes, qui est le même pour les doubleaux et les ogives. Comme partout dans le Vexin, ils accusent un filet entre deux fines moulures concaves de face, et une large gorge de chaque côté, séparée du voûtain par une arête saillante. Quant aux clés de voûte, Monique Richard-Rivoire dit qu'il est facile de constater que ce sont les mêmes artistes qui ont sculpté les grosses fleurs plates ou écus autour desquels s'enroulent des rubans. L'auteur doit se référer ici au collatéral. Les clés de voûte de la nef, toutes identiques, sont différentes. Des petits soufflets dissymétriques et regroupés deux par deux encerclent un disque, dont le motif a été bûché à la Révolution.

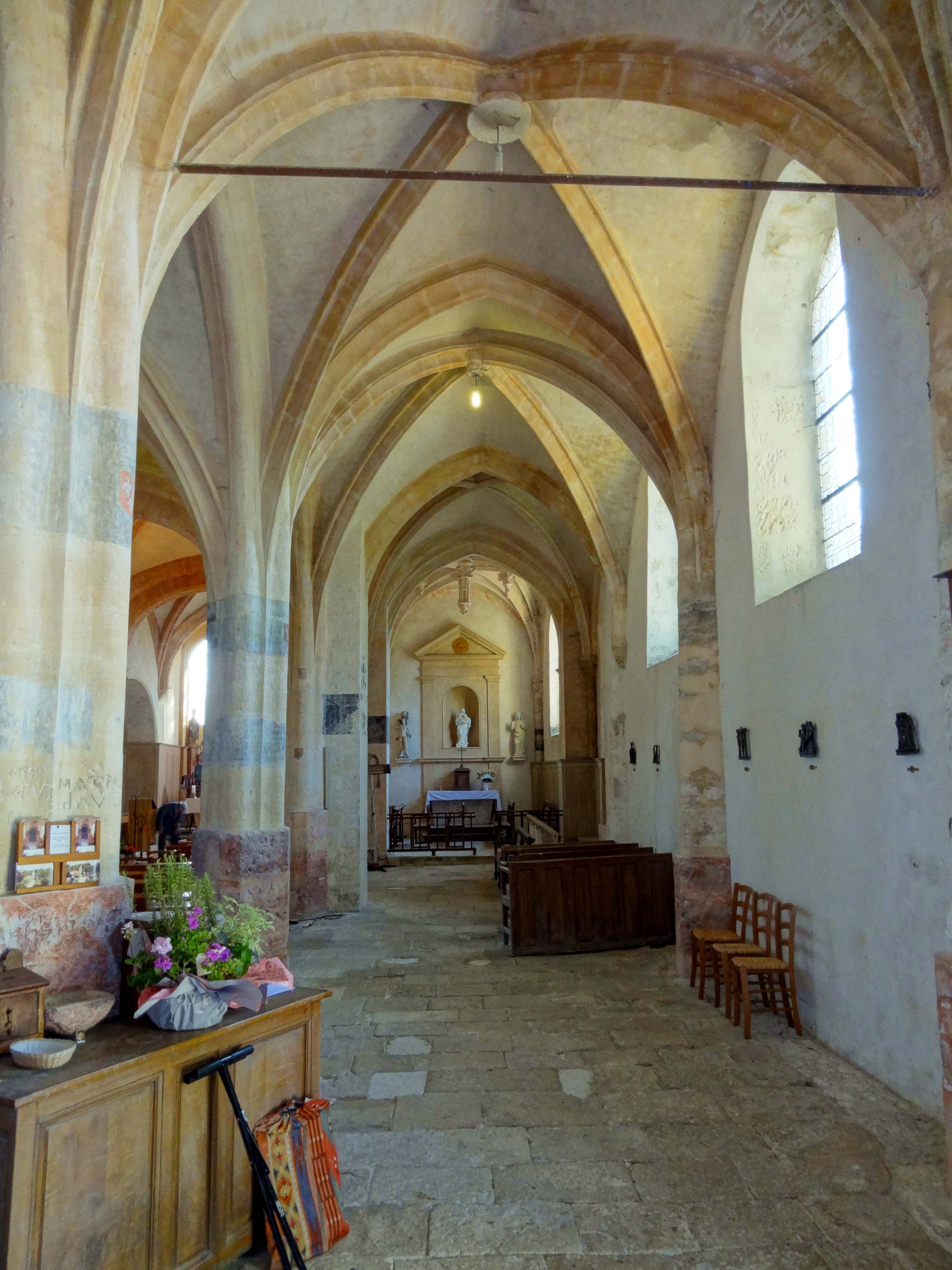
Collatéral, vue vers l'est.
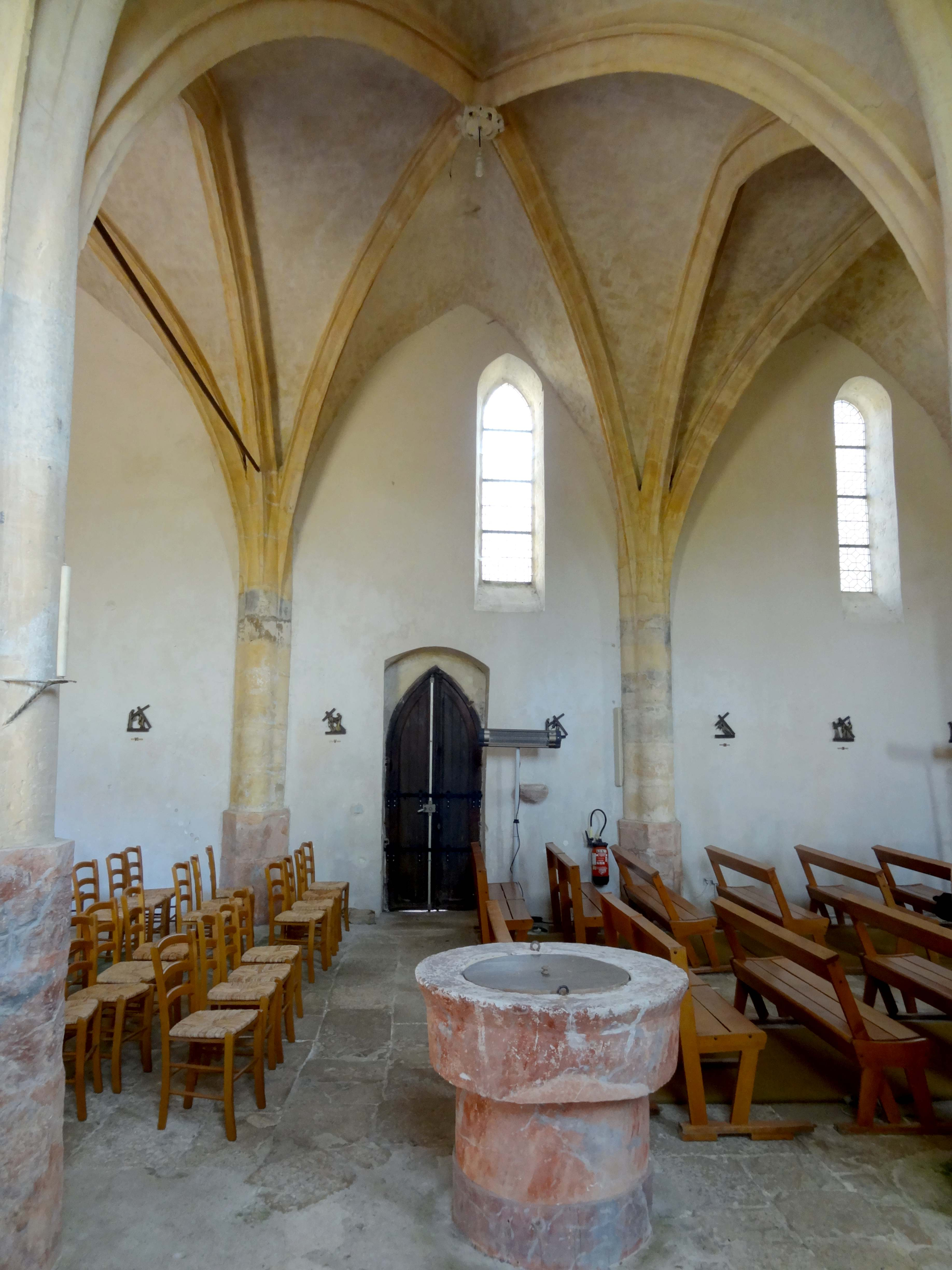
2e travée, vue vers le nord.
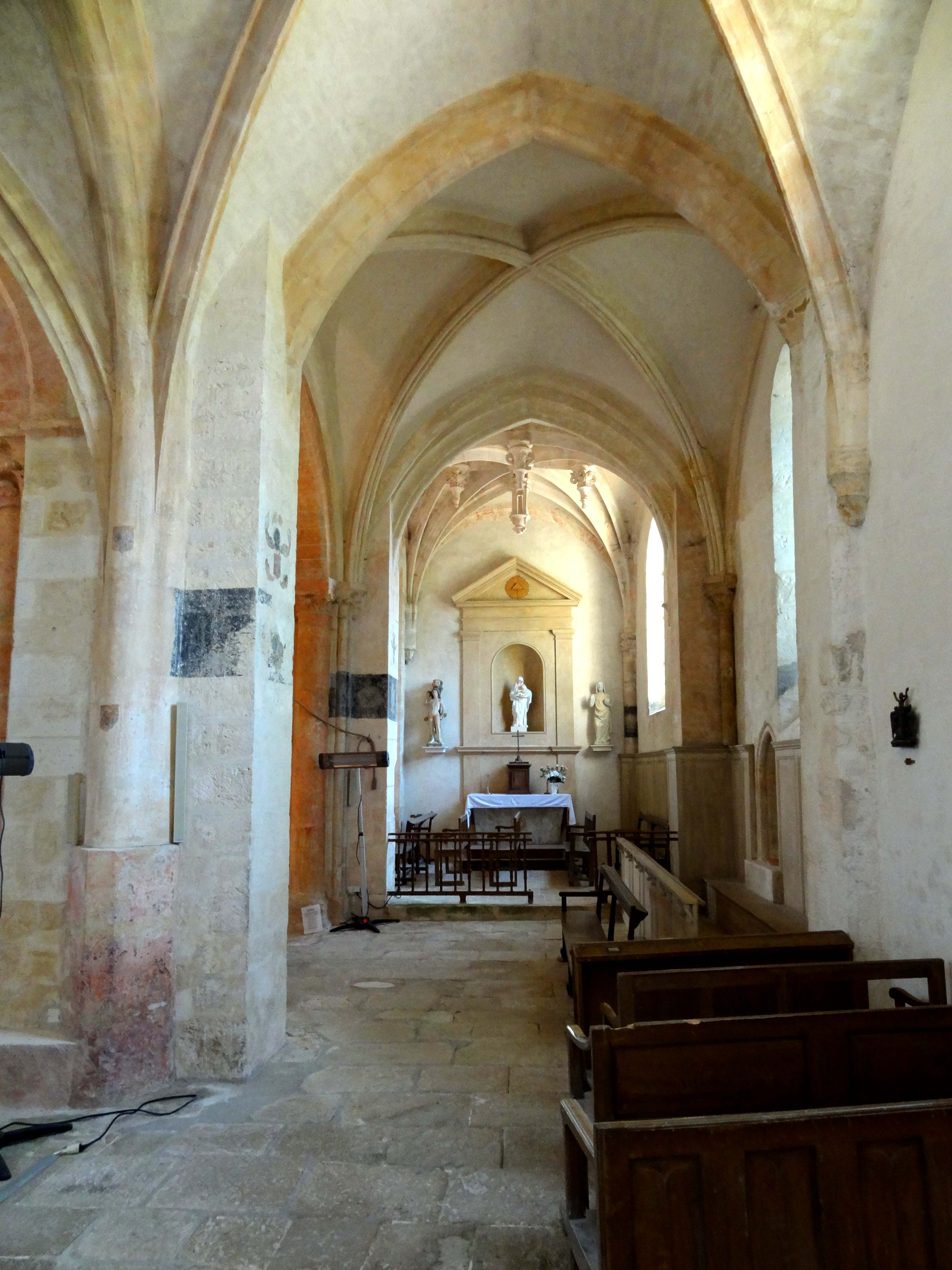
Collatéral, vue vers l'est.
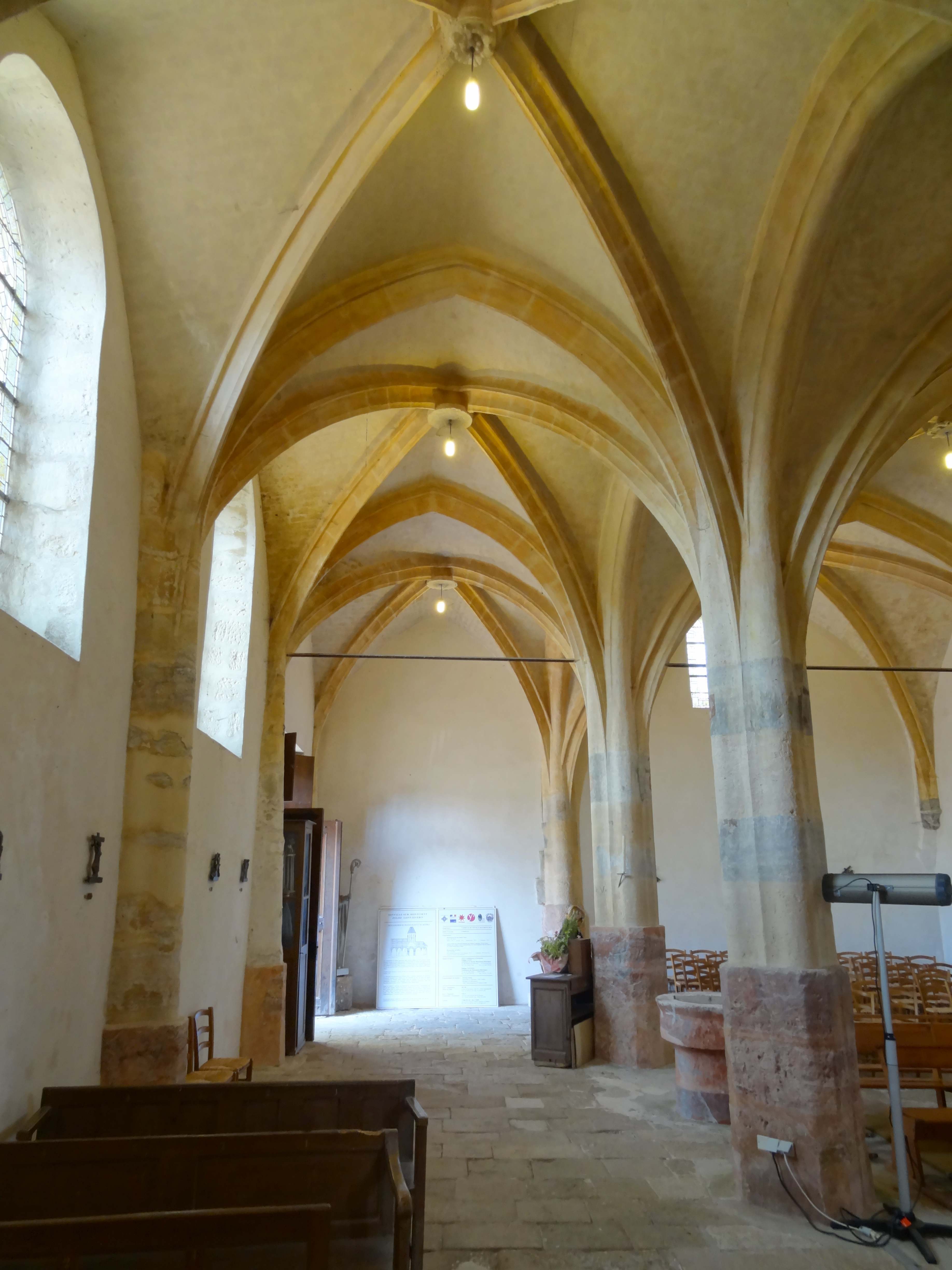
Collatéral, vue vers l'ouest.
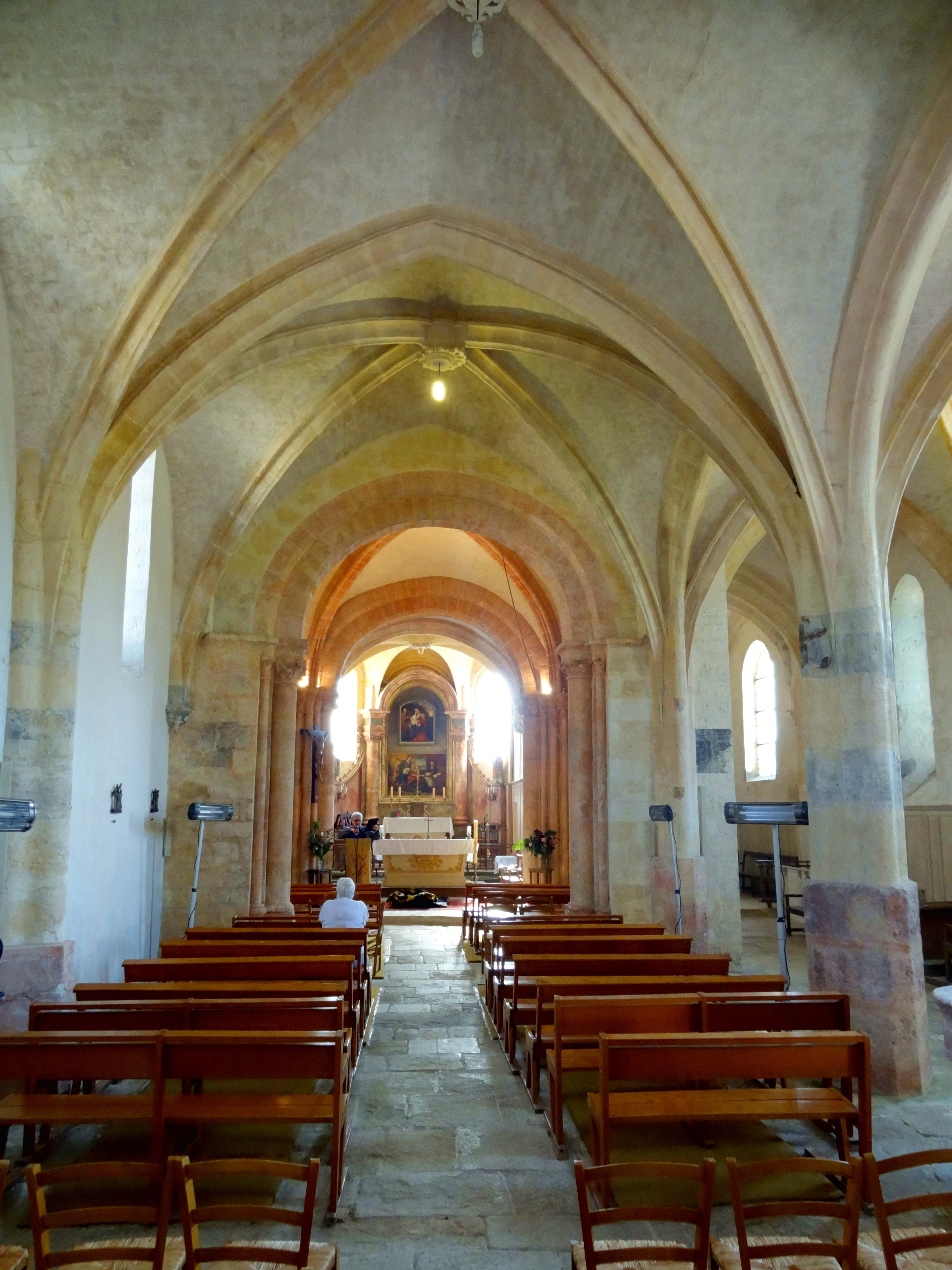
Nef, vue vers l'est.
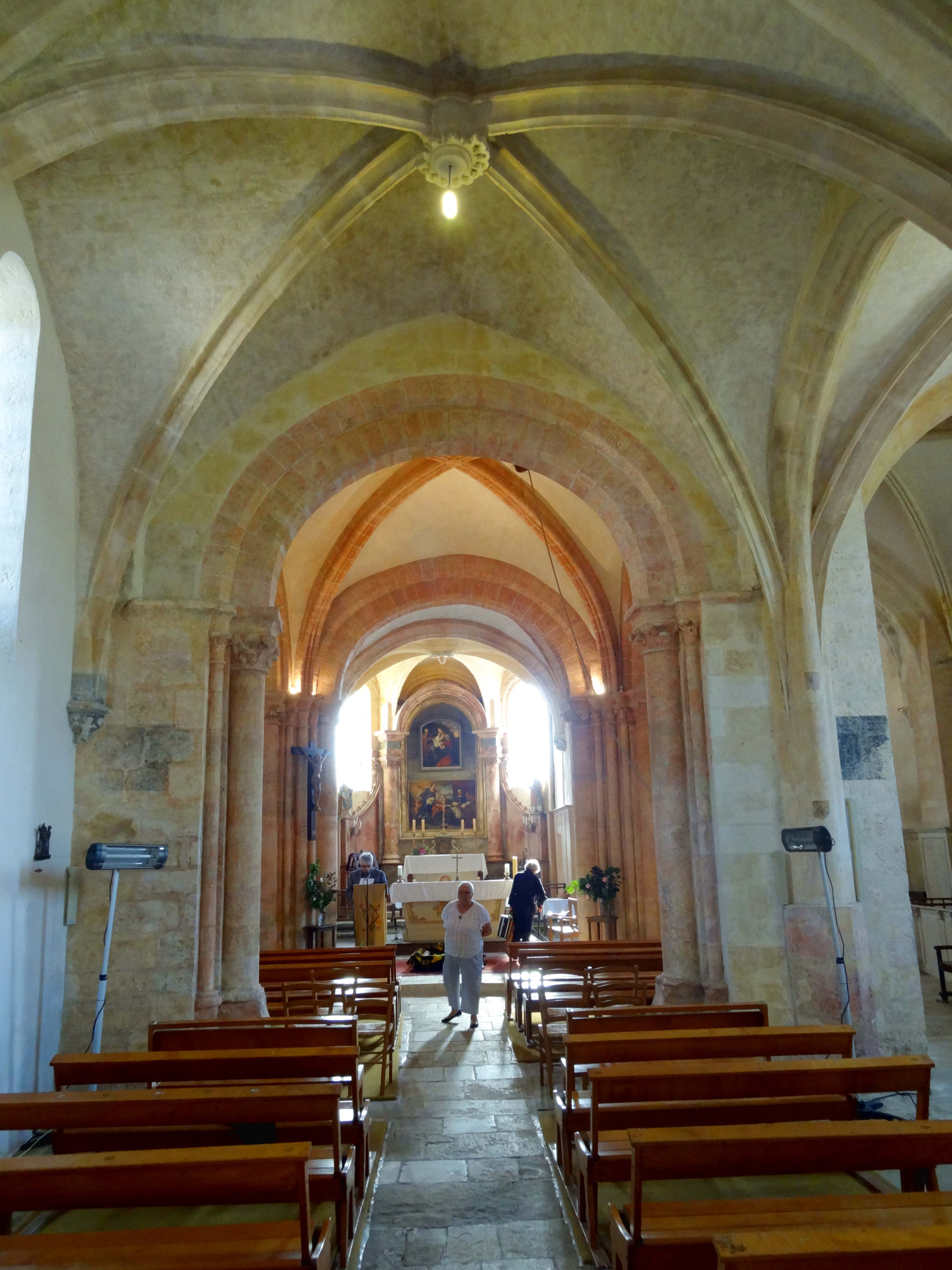
Nef, vue vers l'est.

#### Transept

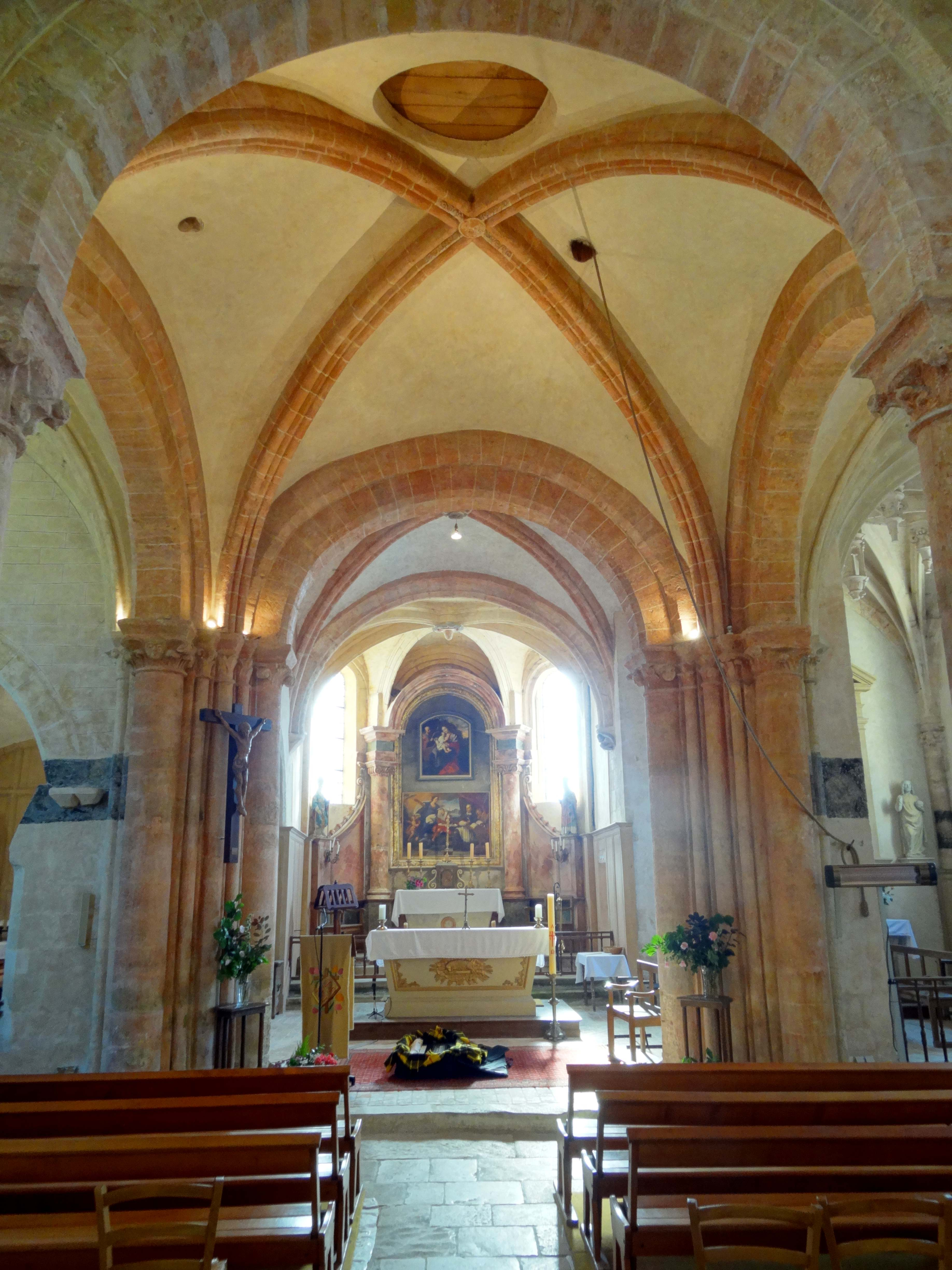
Croisée, vue vers l'est.

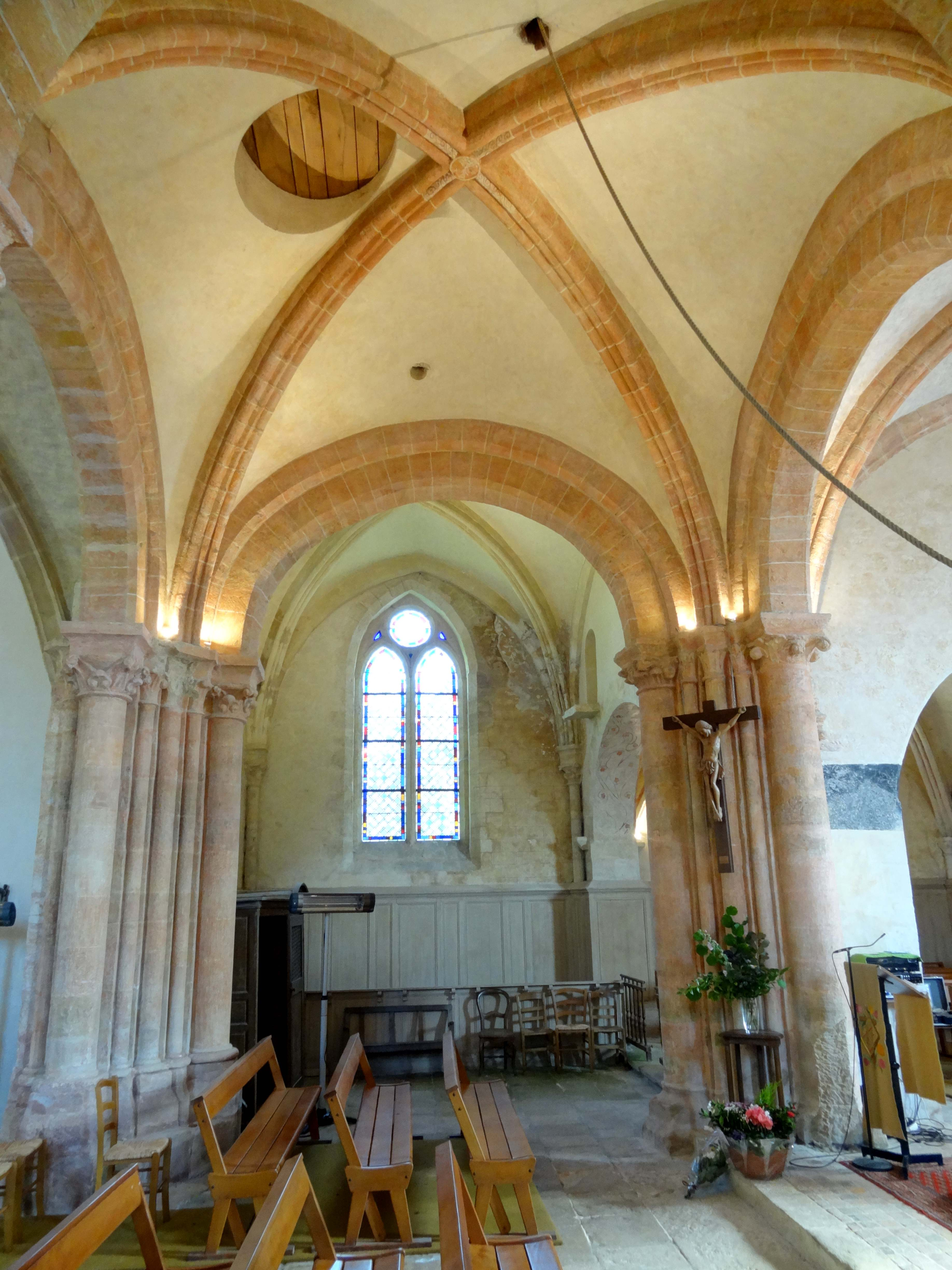
Croisée, vue vers le nord.

La croisée du transept est de plan carré, et délimitée par quatre doubleaux identiques, qui sont en plein cintre, et à double rouleau chanfreiné. Ces doubleaux sont résolument romans. Les bases de clochers romanes de Limay, Saint-Gervais, Seraincourt, ont déjà des doubleaux moulurés, et dans les bases de clocher romanes de Gaillon-sur-Montcient et Hardricourt, les doubleaux ne sont pas moulurés, mais déjà en arc brisé. Également compatibles avec les dernières décennies du style roman, avant le milieu du XIIe siècle, sont les tailloirs relativement hauts, et sommairement moulurés d'une plate-bande et d'un haut cavet (certains ne sont que des tablettes biseautées). Sauf dans l'angle nord-ouest du croisillon nord, les tailloirs des ogives sont implantés à 45° face à celles-ci, conformément à l'usage général entre 1130 et 1230 environ. En fort contraste avec les doubleaux et tailloirs sont les chapiteaux sculptés de crochets et de feuilles polylobées grasses, qui appartiennent à un type décrit par Eugène Viollet-le-Duc, et daté par lui de la fin du XIIe siècle. Il y a, de toute façon, quelques années qui s'écoulent entre la première apparition des crochets dans la cathédrale Notre-Dame de Paris, au cours des années 1160, et la diffusion plus large du motif. Jusque-là, la sculpture de la première période gothique est dominée par la feuille d'eau et la feuille d'acanthe, parmi autres motifs dérivés de l'architecture antique. D'un autre type sont certains chapiteaux qui paraissent afficher des bourgeons en regardant de loin, mais représentent en réalité des petites têtes humaines, particularité qui se voit aussi dans les collatéraux de Béthancourt-en-Valois, qui datent de l'extrême fin du XIIe siècle, ou du tout début du XIIIe siècle. On explique difficilement un éloignement stylistique aussi frappant entre les doubleaux et leurs supports.
Les ogives se composent d'un onglet ou d'une arête entre deux tores, ce qui est un profil apparu dès la fin de la période romane, et fortement répandu sous toute la première période gothique. Une seule clé de voûte est sculptée. C'est celle de la croisée, mais elle affiche seulement un petit disque fruste. Par l'intermédiaire des tailloirs et chapiteaux, les doubleaux et ogives sont reçus sur des grosses demi-colonnes adossées aux piédroits des arcades, et des fines colonnettes logées dans les angles. Elles sont au nombre de trois dans les quatre angles du carré du transept, mais seulement au nombre de deux dans les angles des croisillons près des piles du clocher, car il n'y a ici pas de supports dédiés aux doubleaux vers le collatéral de la nef et les chapelles latérales du chœur, ajoutés après coup. L'on note cependant la présence de formerets non moulurés, qui ne disposent pas de supports dédiés. Ainsi, une seule colonnette à chapiteau suffit dans les quatre extrémités du transept, soit dans les angles nord-ouest et nord-est du croisillon nord, et les angles sud-ouest et sud-est du croisillon sud. Ici, les tailloirs sont de plan pentagonal, afin d'éviter des angles rentrants trop aigus. Si les formerets à arêtes vives sont une marque d'archaïsme, les voûtes des croisillons sont néanmoins en arc brisé. L'étude des bases est rendue difficile par la suppression de certains fûts à la faveur de la pose de boiseries, dans les croisillons, et la forte dégradation des autres bases, dont il n'est même pas certain si elles étaient flanquées de griffes aux angles.
Les boiseries ont été maintenues sur les allèges des deux croisillons, et sur les piliers des arcades ouvrant sur les chapelles latérales. Ce sont de simples panneaux de fenestrages peints en gris, en harmonie avec l'ocre clair des murs. Dans le carré du transept, la polychromie architecturale d'origine a été reconstituée, et les tores des ogives, les doubleaux et les piliers sont peints en ocre rouge, tandis que les onglets sont rehaussés en blanc près de la clé de voûte, et décorés de rinceaux simples tracés en noir. Cette décoration différente suggère un écart des périodes de construction, qui est en réalité infime, puisque la sculpture et la modénature sont homogènes dans l'ensemble du transept. Les hautes et étroites fenêtres en lancette simple au sud et à l'ouest du croisillon nord soulignent le rattachement des croisillons à la première période gothique. La fenêtre septentrionale est postérieure à la construction. D'un style rayonnant rustique, il affiche un remplage de deux lancettes surmontées d'un oculus entre deux écoinçons ajourés, le pourtour n'étant pas mouluré, et les meneaux chanfreinés. Ce remplage n'est pas antérieur aux années 1230, mais peut tout aussi bien dater du XIVe siècle, car les éléments stylistiques bien caractérisés font défaut. En tout cas, la fenêtre n'est pas flamboyante, puisque les meneaux présenteraient sinon un profil dérivé des ogives, ou tout au moins un filet saillant en face. La fenêtre occidentale du croisillon nord est la seule lancette simple d'origine que conserve le transept. Dans le contexte des élévations des croisillons, il reste à évoquer une curieuse petite fenêtre au-dessus de l'arcade vers la chapelle latérale nord, qui ouvre sur les combles, et une piscine liturgique tout simple dans le croisillon sud. C'est une niche en arc brisé, dont l'ouverture est encadrée d'un tore dégagé.

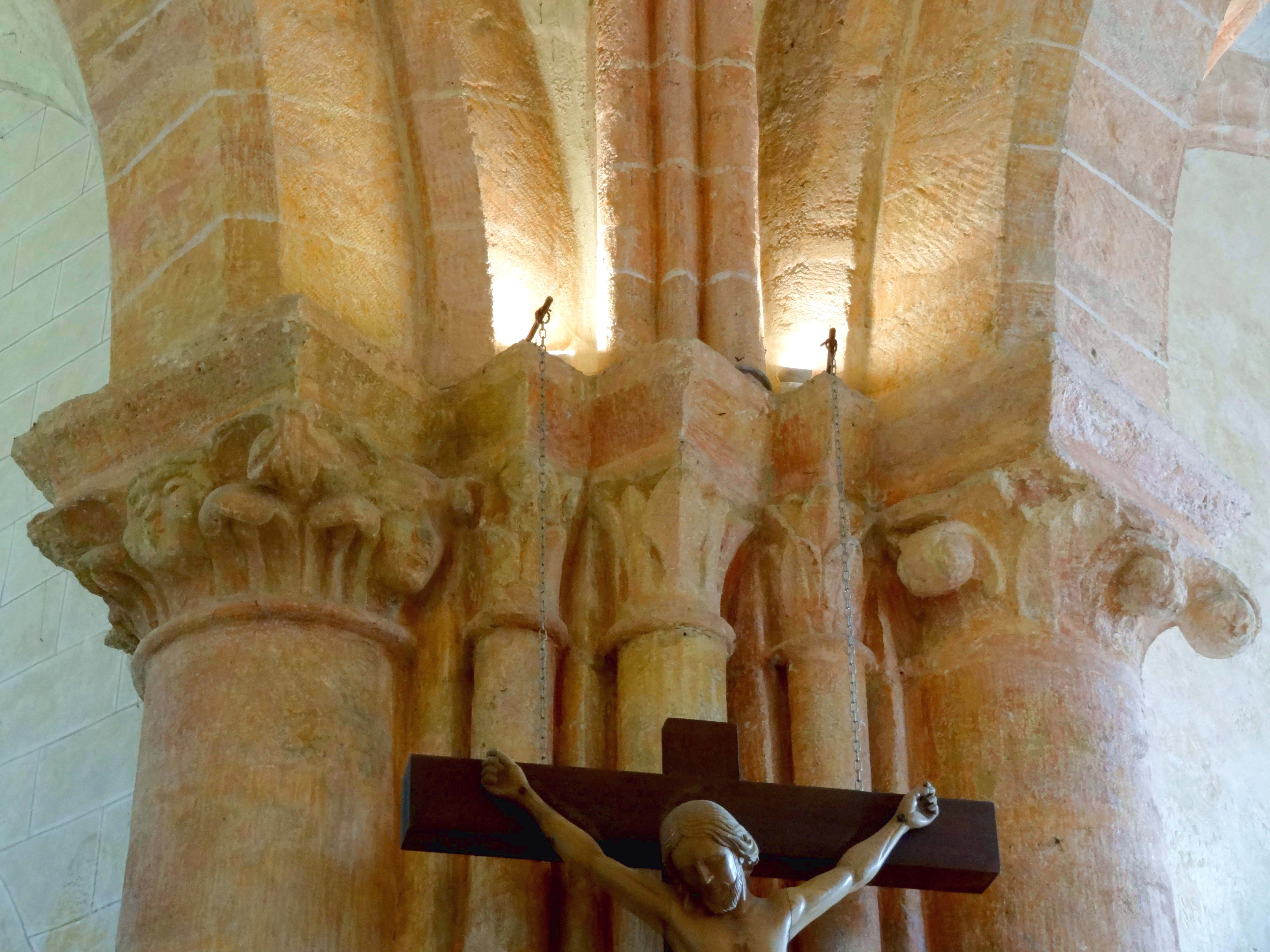
Croisée, chapiteaux dans l'angle nord-est.
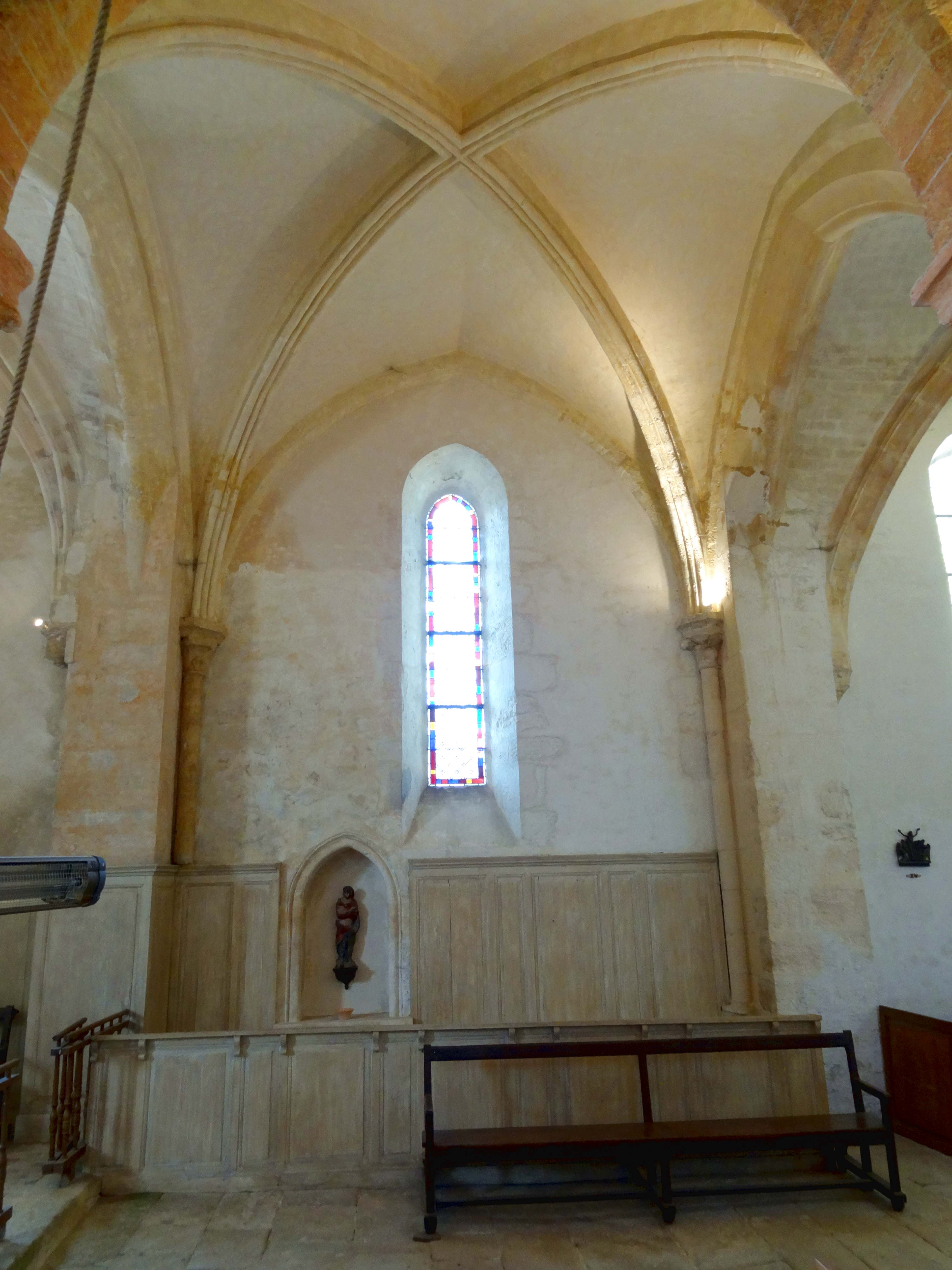
Croisillon sud, vue vers le sud.
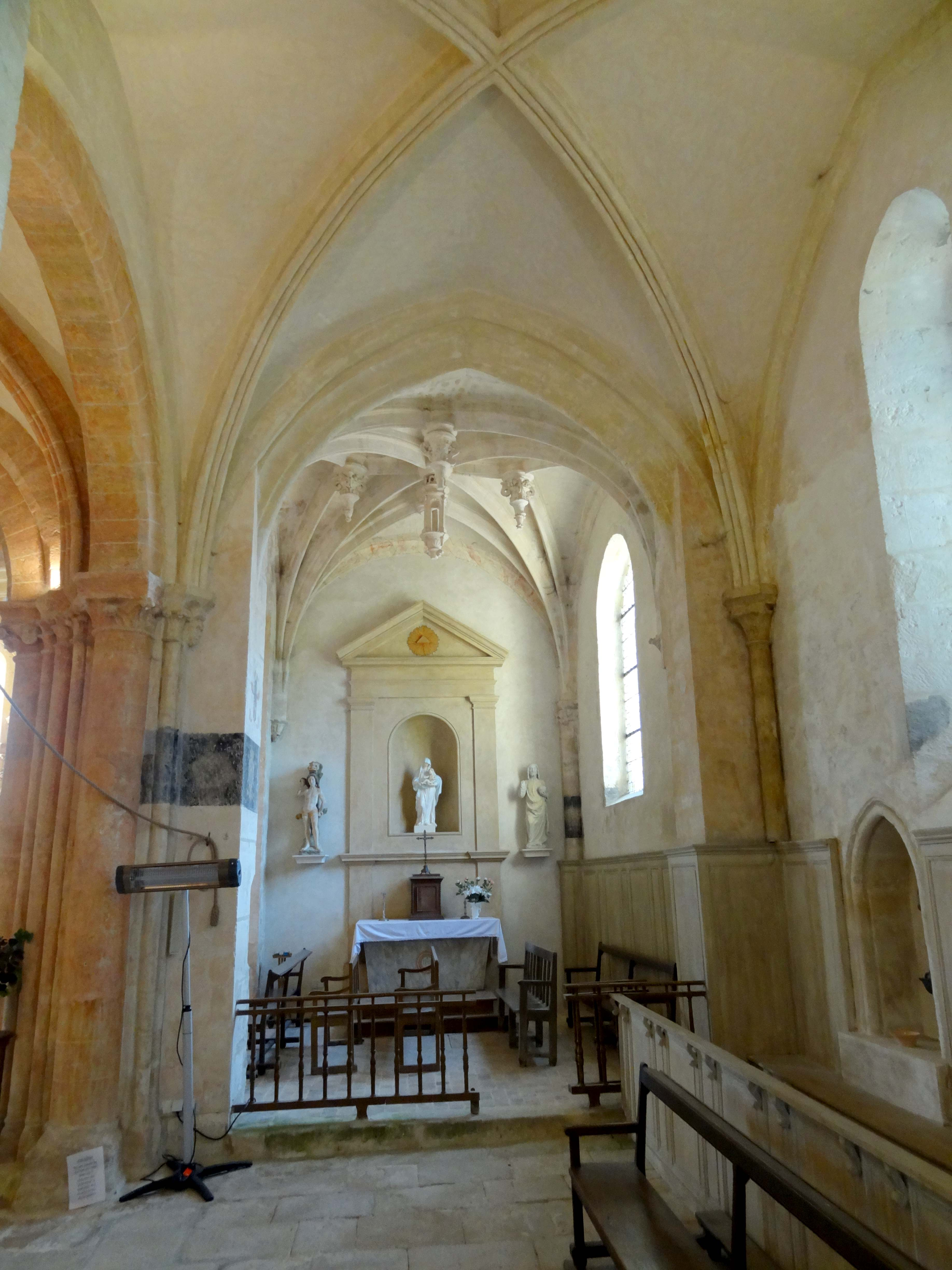
Croisillon sud, vue vers l'est.
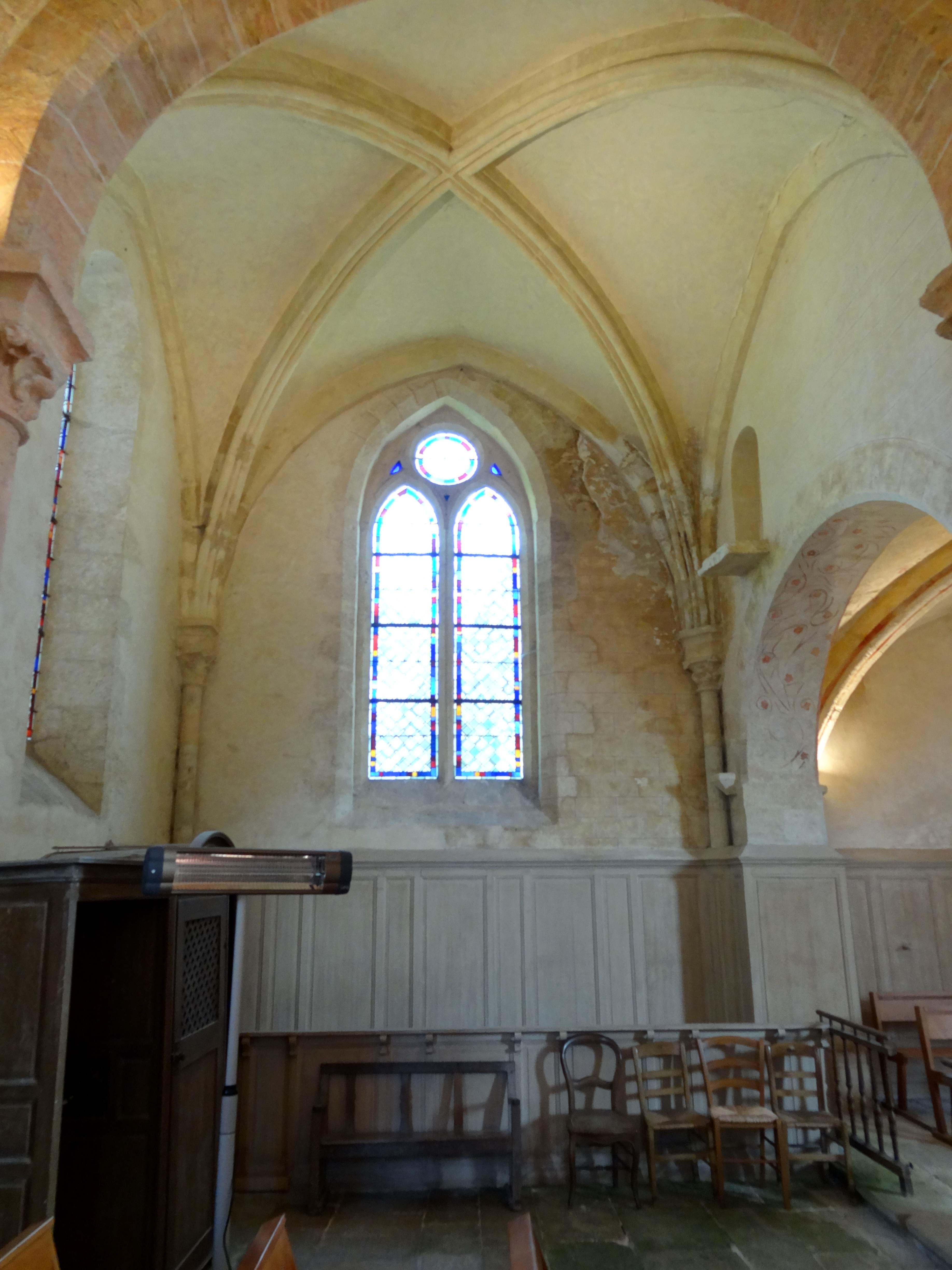
Croisillon nord, vue vers le nord.
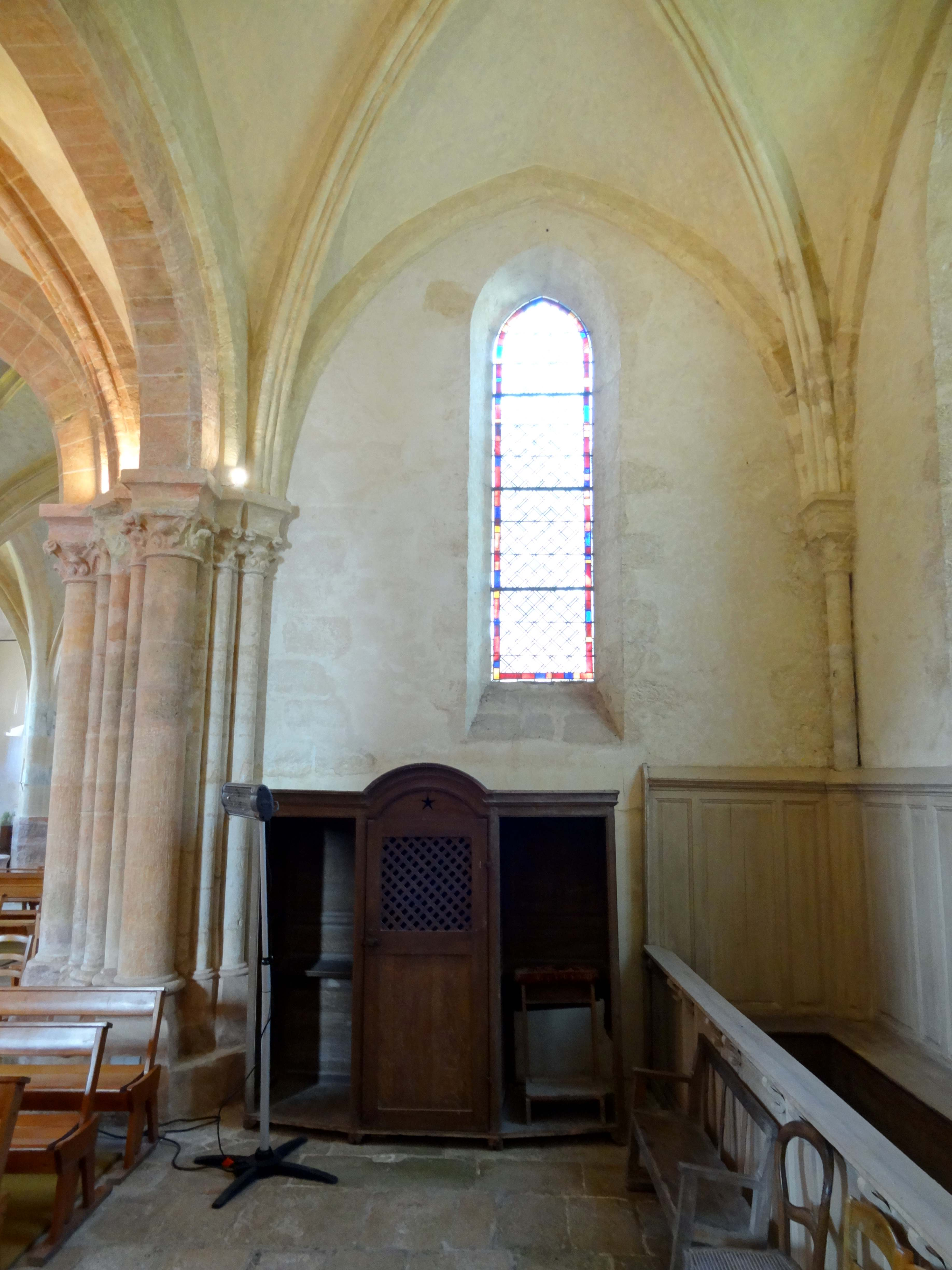
Croisillon nord, vue vers l'ouest.
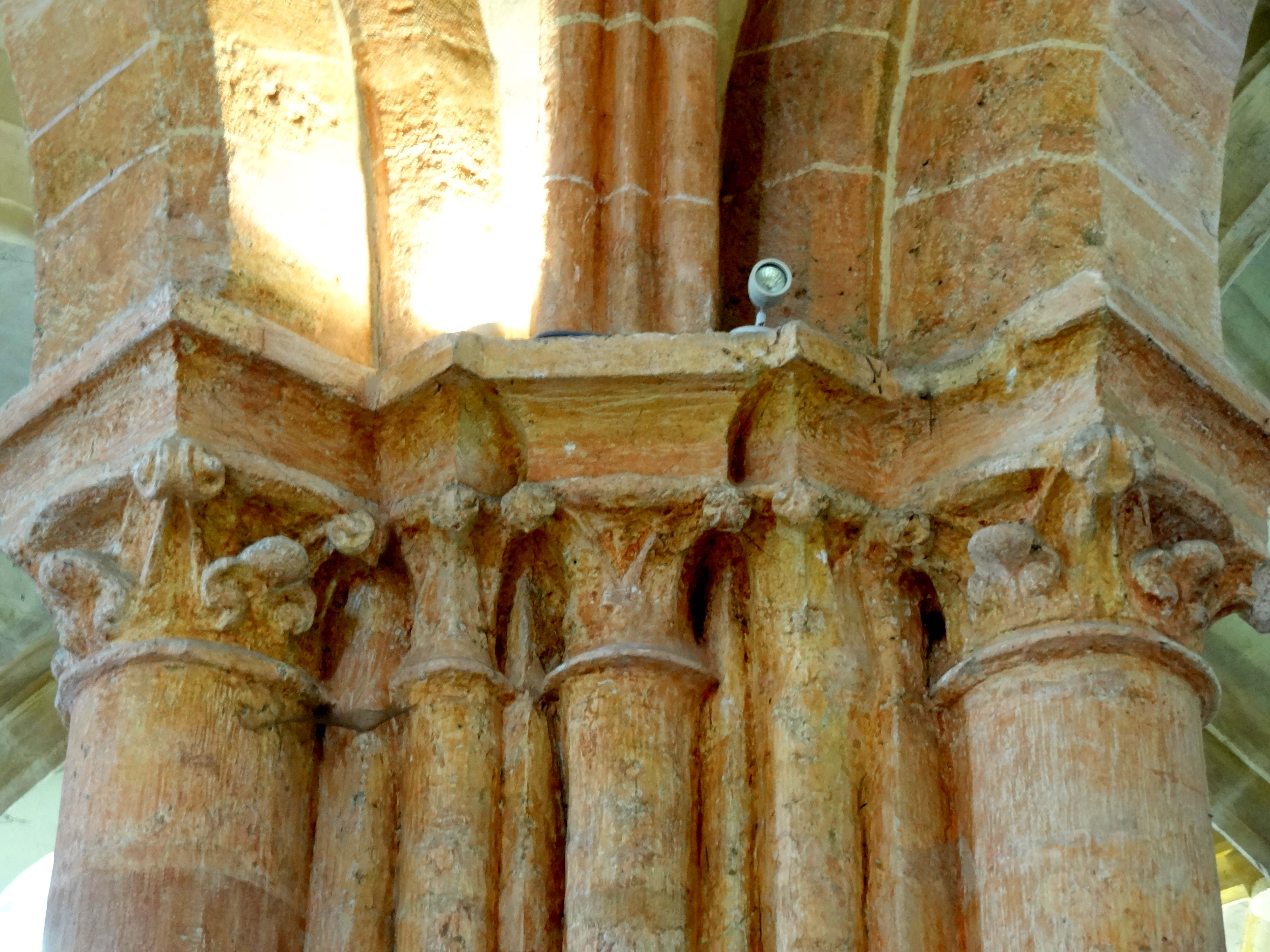
Croisée, chapiteaux dans l'angle sud-ouest.

#### Chœur

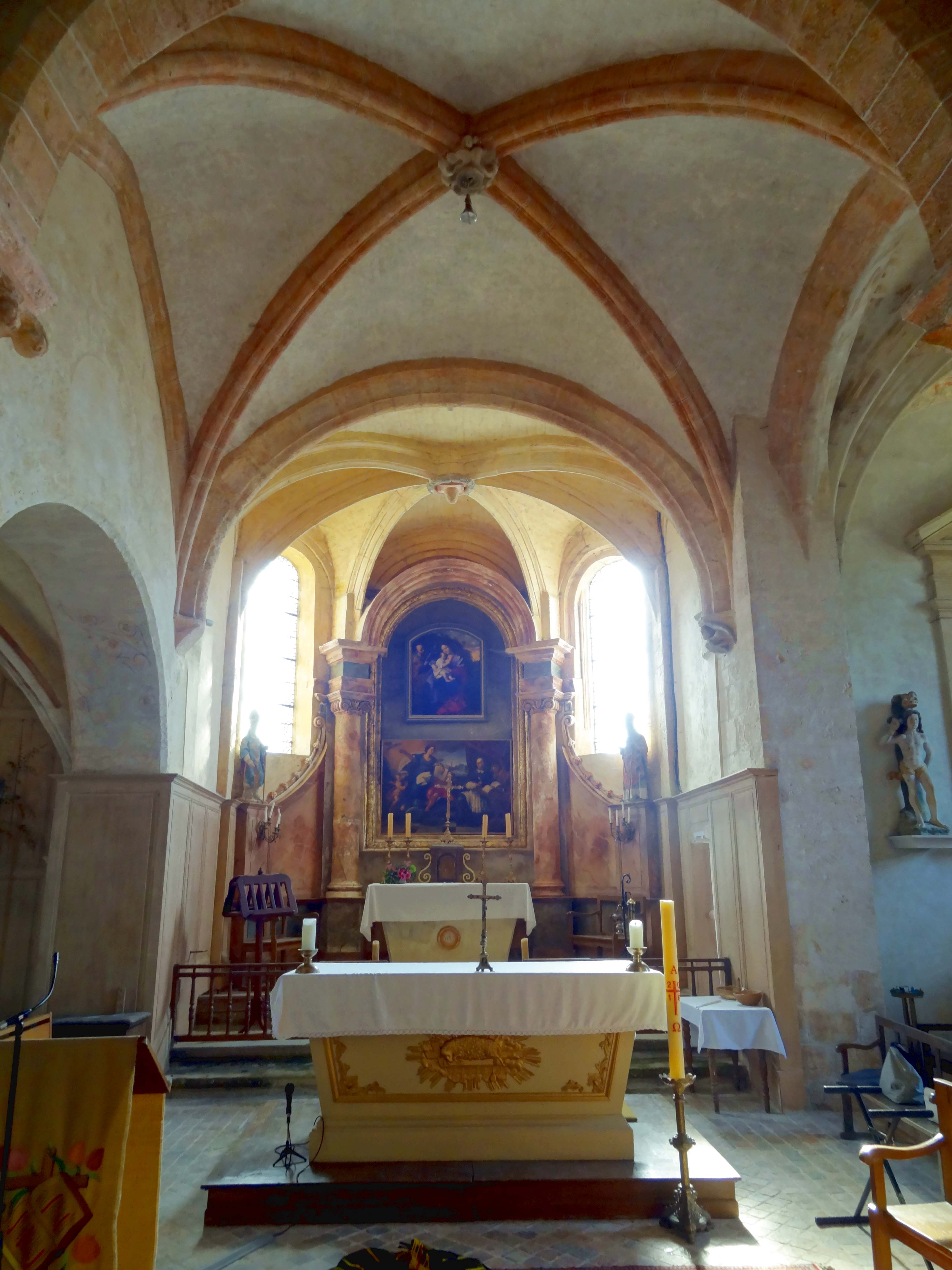
Chœur, vue vers l'est.

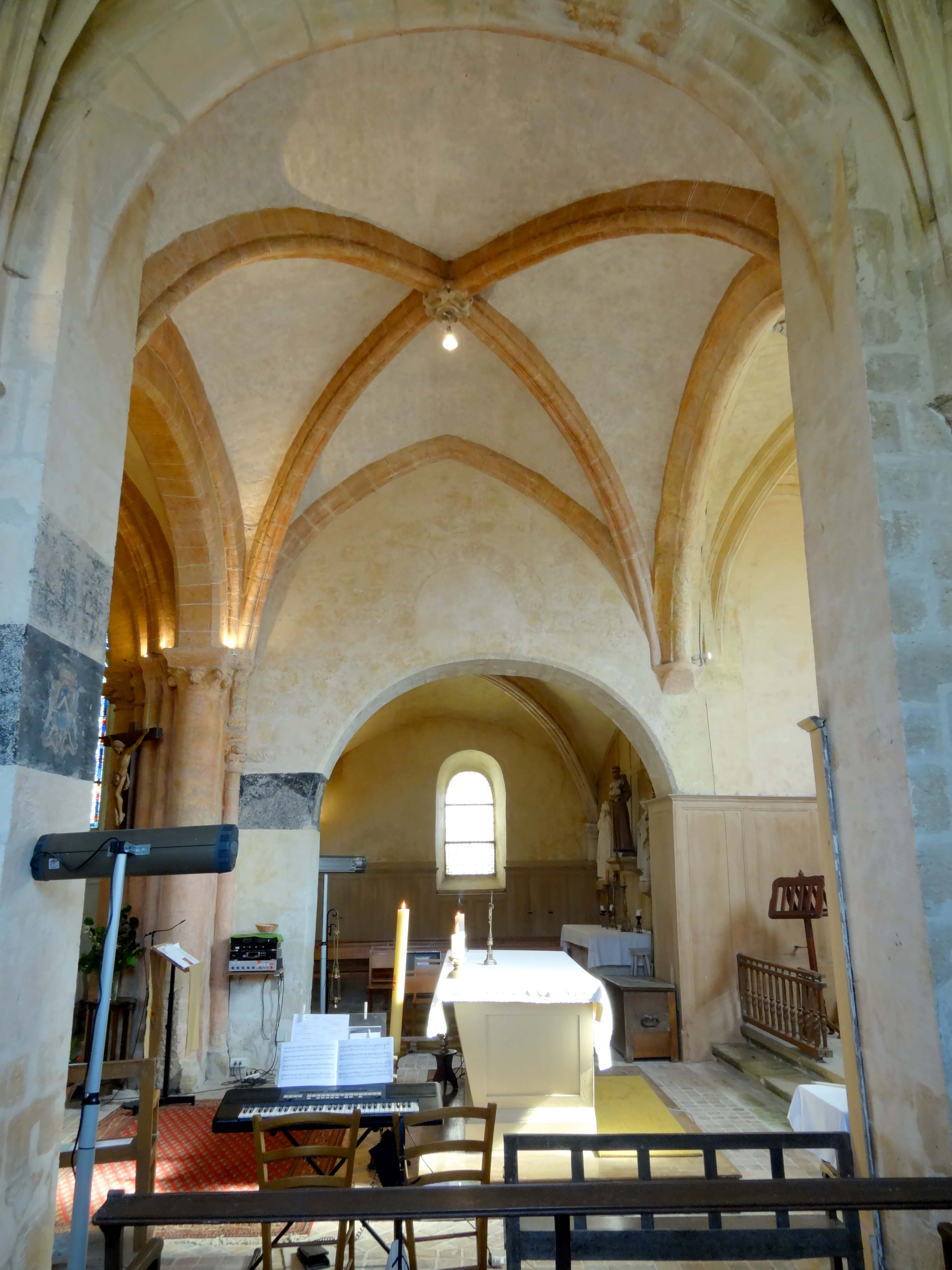
1re travée, vue vers le nord.

L'on suppose que le chœur gothique se composait initialement de la seule travée carrée, puisqu'il n'y a pas de vestiges de faisceaux de colonnettes près du doubleau vers l'abside. Avant la construction des chapelles et de l'abside, le chœur était apparenté aux croisillons du transept, avec la différence que le rouleau supérieur du doubleau occidental est reçu sur des consoles, dont celle du sud est sculptée d'un masque, et que les colonnettes des ogives près de ce doubleau disposent de deux chapiteaux superposés à peu de distance, sans que l'on puisse dire pour quelle raison. Au nord, les contours d'une lancette gothique se dessinent encore au-dessus de l'arcade en plein cintre, sans style, qui ouvre sur la chapelle latérale nord. Les ogives sont d'un profil proche de celui observé dans le transept, mais il manque ici l'arête séparant les deux tores. Contrairement au carré du transept, qui n'a pas évolué depuis sa construction, la première travée du chœur a été largement remaniée à la fin de la période flamboyante. Dans le contexte de l'adjonction (ou reconstruction) de la chapelle latérale sud et de l'abside, des doubleaux d'un boudin entre deux gorges ont été créés au sud et à l'est, ce qui a nécessité une reprise en sous-œuvre de la voûte. Lors de l'étaiement de celle-ci, la clé de voûte a sans doute été endommagée, parce qu'elle a été remplacée par une rosace de feuilles de chou frisées. La console et le chapiteau dans l'angle nord-ouest ont perdu leur sculpture, et le chapiteau de l'ogive dans l'angle sud-ouest a été refait dans le style flamboyant, avec une corbeille circulaire et de faible hauteur, sculptée des mêmes feuilles que la clé de voûte. Dans les angles nord-est et sud-est de la travée carrée, les supports gothiques ont complètement disparu. Au nord-est, l'ogive et le doubleau retombent ensemble sur une console fruste. Au sud-est, l'ogive se fond dans le mur, tandis que le doubleau est reçu sur une console sculptée d'un ange en buste, aux ailes déployées, et vêtu d'une chemise aux manches bouffants, qui présente de ses deux mains un écusson. L'on peut imaginer qu'un pareil décor existait en face au nord.
L'abside commence donc par un doubleau flamboyant, par ailleurs déjà en plein cintre à l'instar de son homologue au sud, mais le chantier a dû s'interrompre après la construction de ce doubleau, car la modénature des ogives de l'abside va dans un autre sens. Elle est, globalement, d'inspiration flamboyante, car le profil est aigu, mais les trois faibles ressauts sur les flancs traduisent le changement de paradigmes à la Renaissance, quand des quarts-de-rond, listels et ressauts l'emportent sur les moulures concaves ou prismatiques. La clé de voûte est ornée d'une guirlande entourant un carré, sous lequel est suspendu une pomme de pin stylisée. La sculpture est régulière, mais pas très recherchée. Globalement, l'architecture de l'abside reste en deçà du bon niveau annoncé par les élévations extérieures. Les formerets font défaut ; les ogives se fondent directement dans les murs près du doubleau, et dans des massifs carrés dans les angles entre deux pans ; et les murs ne présentent aucun élément de scansion. Le pourtour des baies est néanmoins agrémenté de plusieurs ressauts, qui sont en phase avec le profil des ogives. Tant les voûtains que les cinq baies sont en plein cintre. La baie d'axe est bouchée, car obturée par le retable du maître-autel. La mode des retables architecturés s'impose dès la Renaissance, et de nombreux chevets du XVIe siècle voient leurs fenêtres condamnées peu de temps après leur exécution. En l'occurrence, le retable de pierre se rattache plutôt au style baroque du XVIIe siècle, comme l'indiquent les chutes de fleurs qui garnissent les rampants galbés des deux ailes latérales. De faible hauteur, ces dernières butent contre de hauts socles servant de supports aux statues de deux saints évêques, à gauche et à droite. Le corps central du retable évoque encore la Renaissance. Il se compose de deux grosses colonnes ioniques supportant une section d'entablement, et par le biais de celle-ci, un fronton en arc de cercle. Ce corps central met en valeur un grand cadre en bois doré, dont le tableau a disparu.

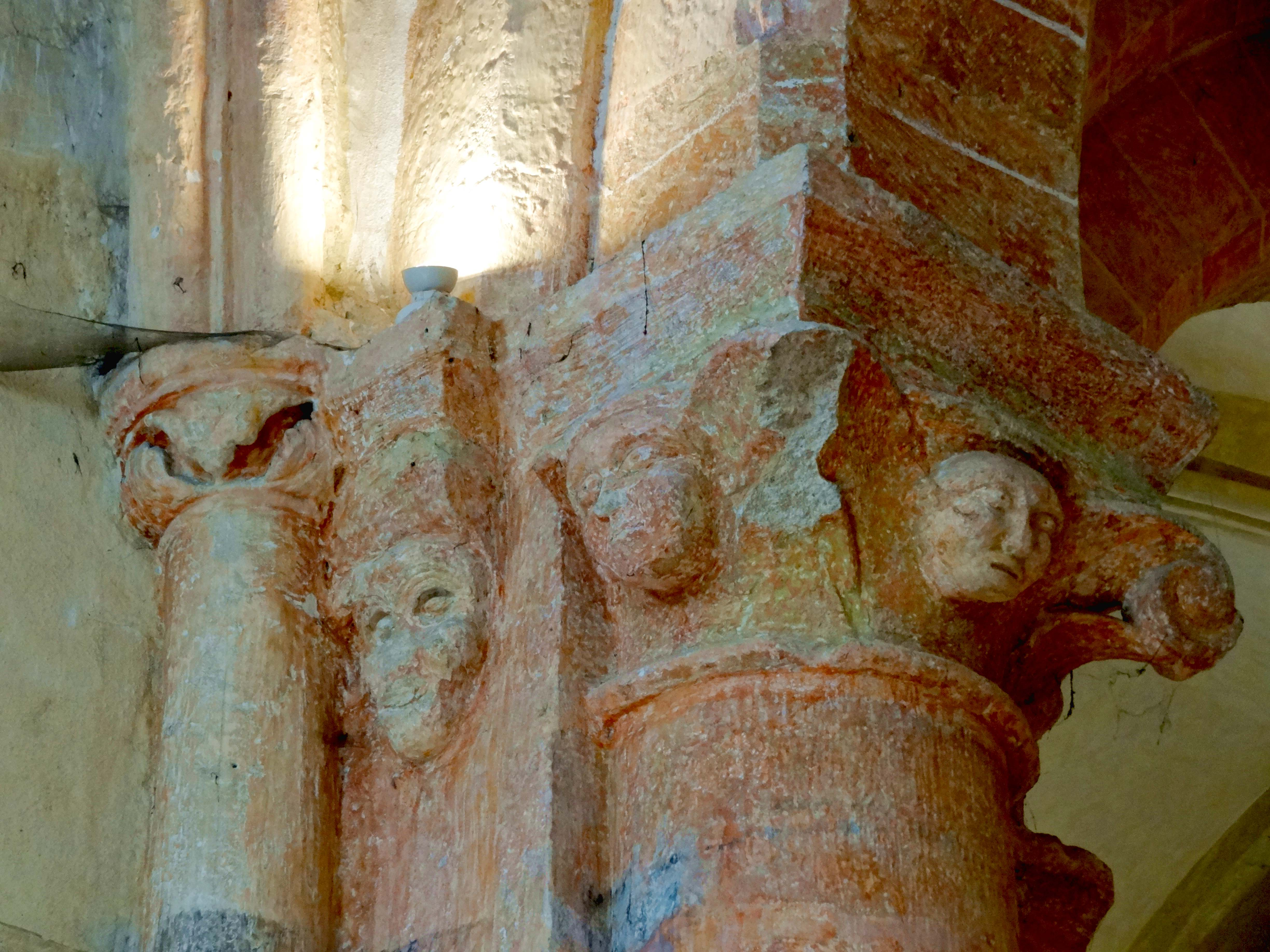
Chapiteaux dans l'angle sud-ouest.
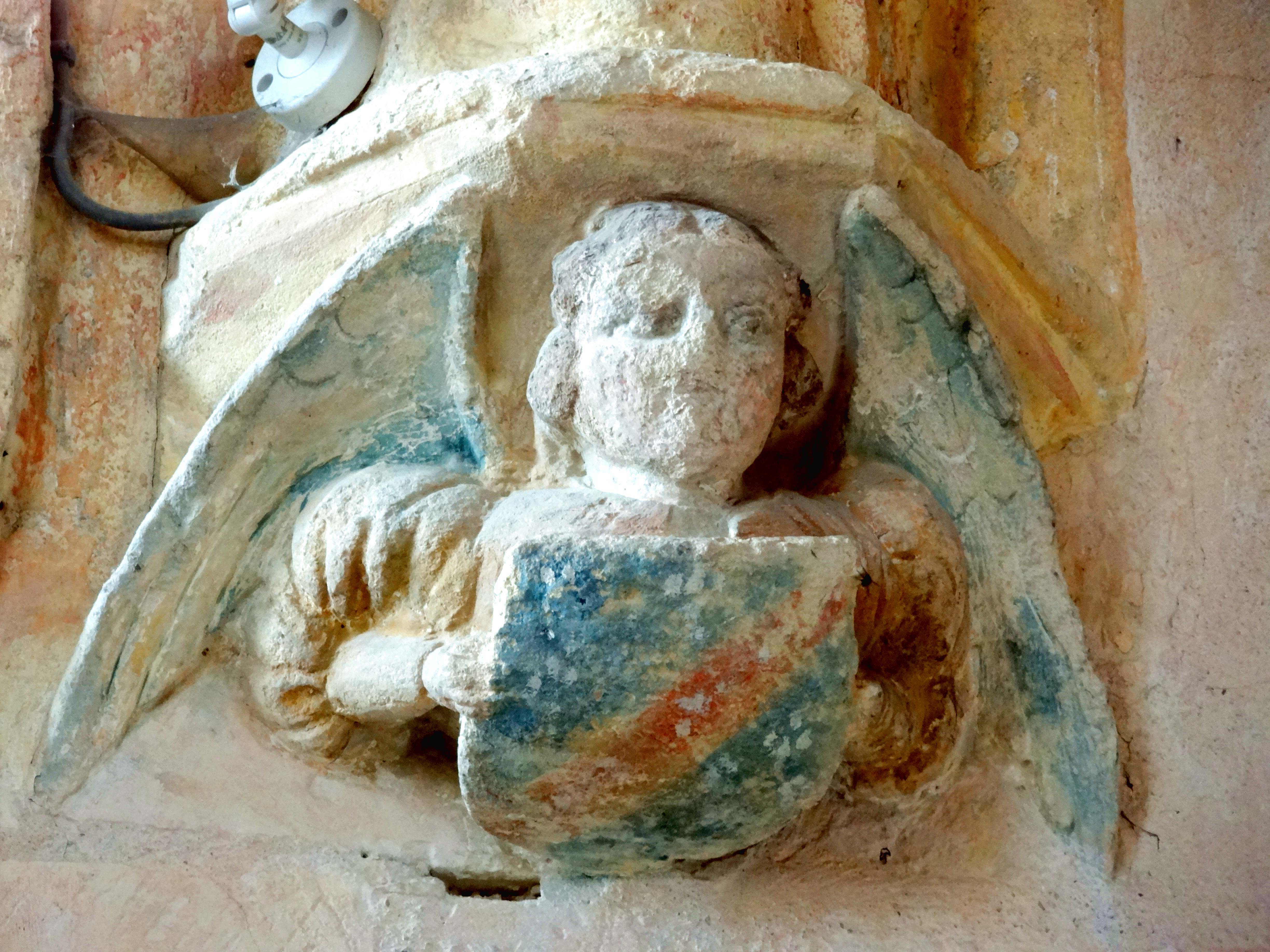
Cul-de-lampe au sud du doubleau intermédiaire.
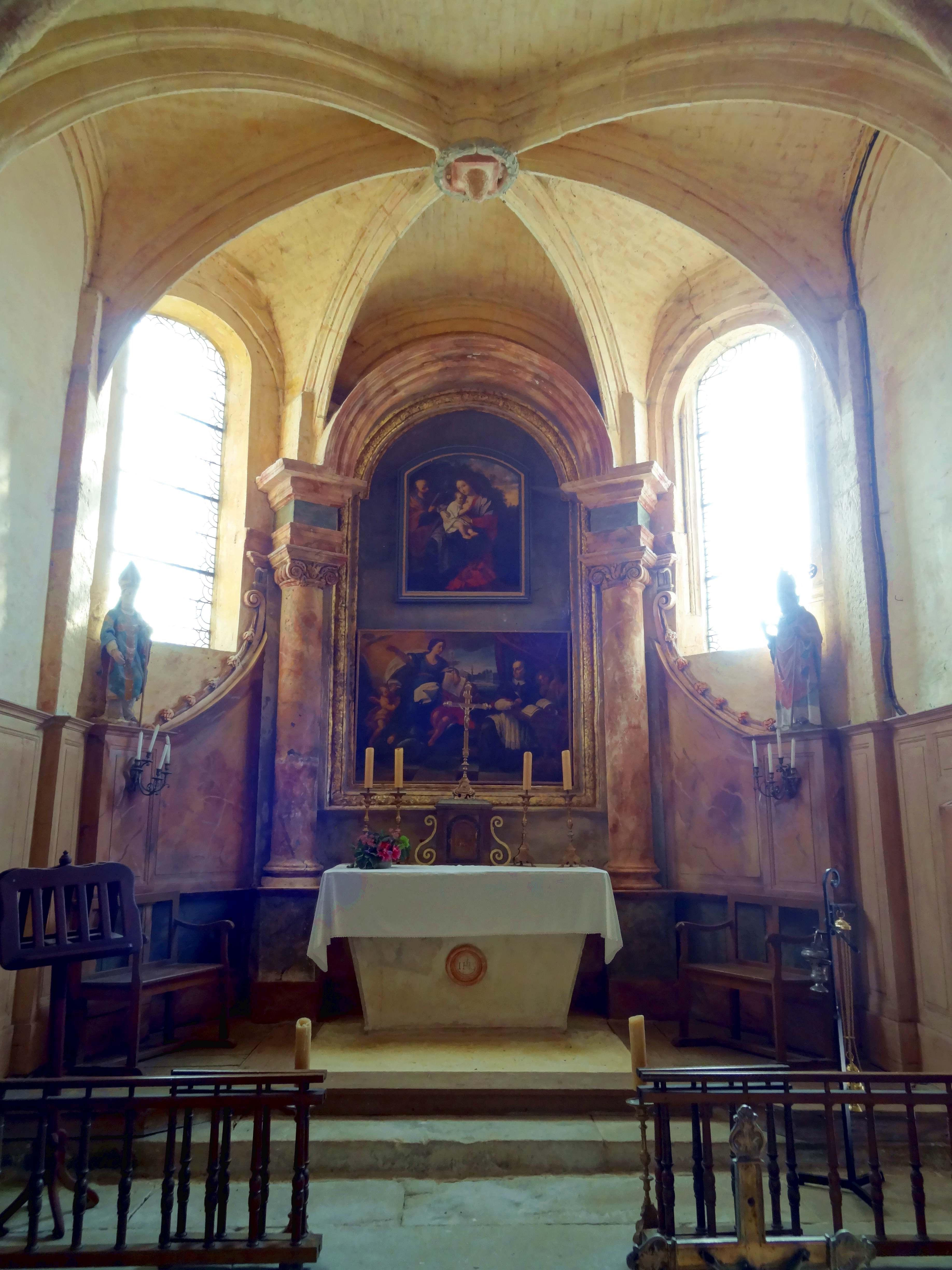
Vue vers l'est.
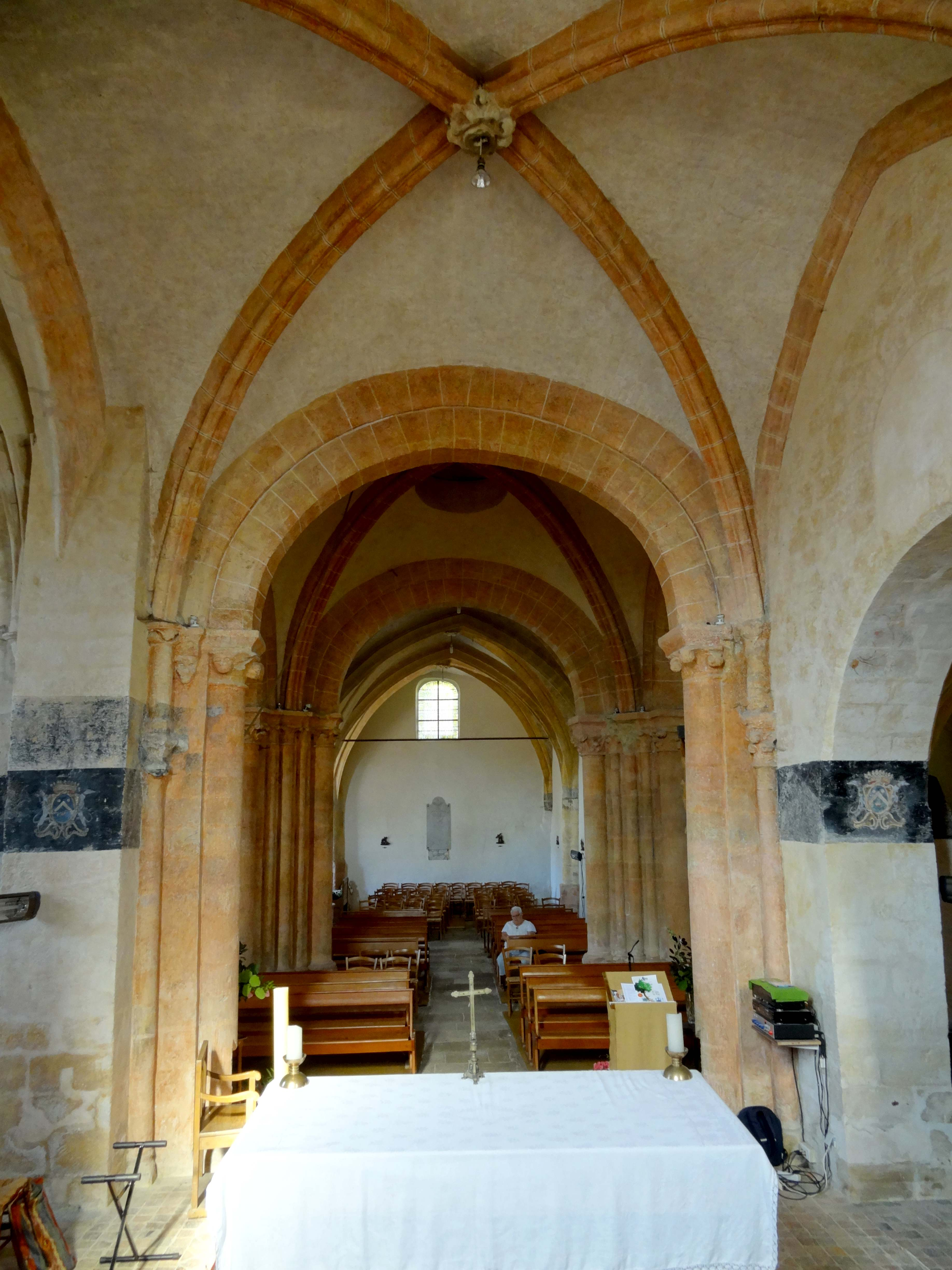
Vue vers l'ouest.
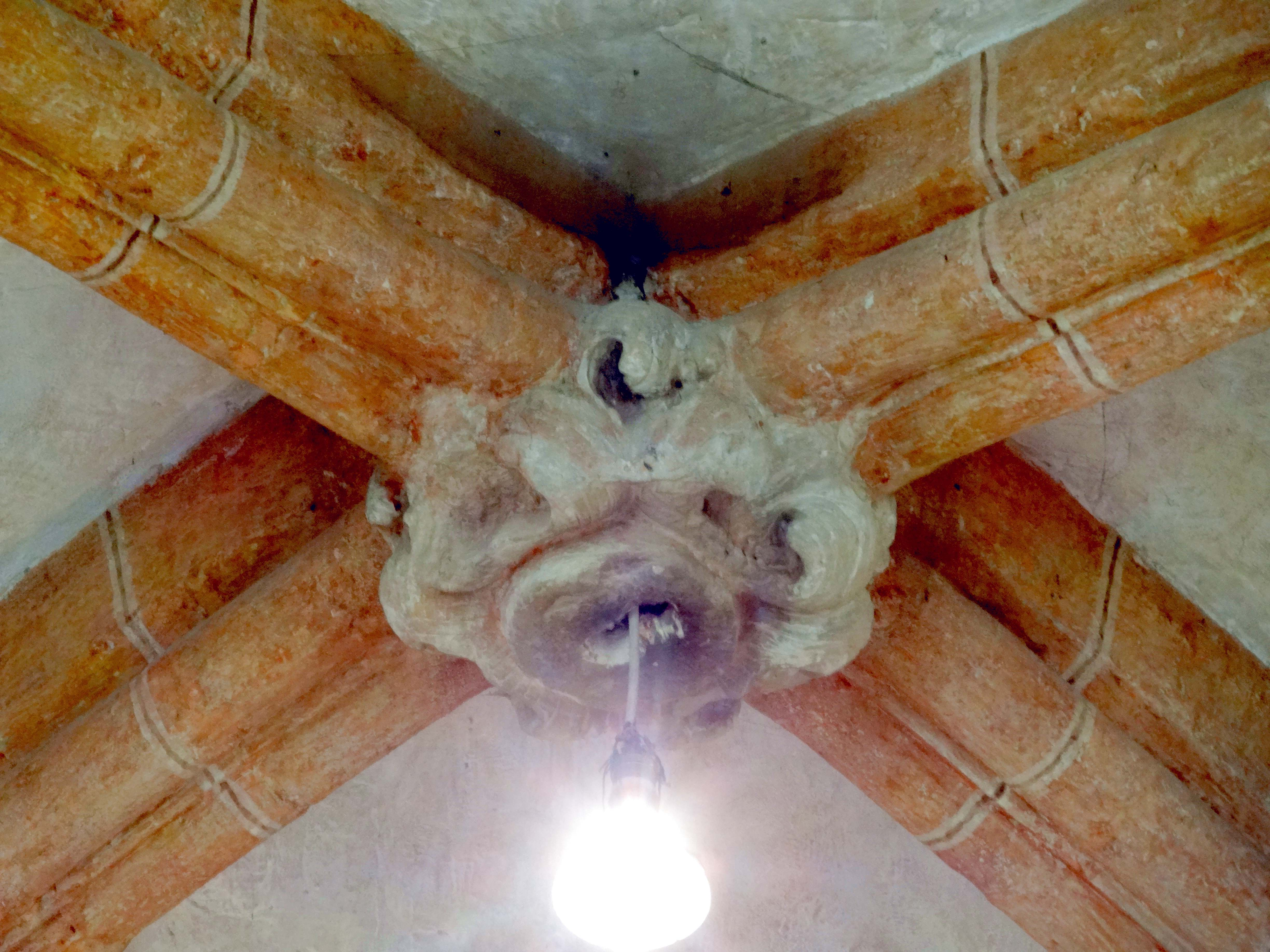
Clé de voûte de la travée carrée.
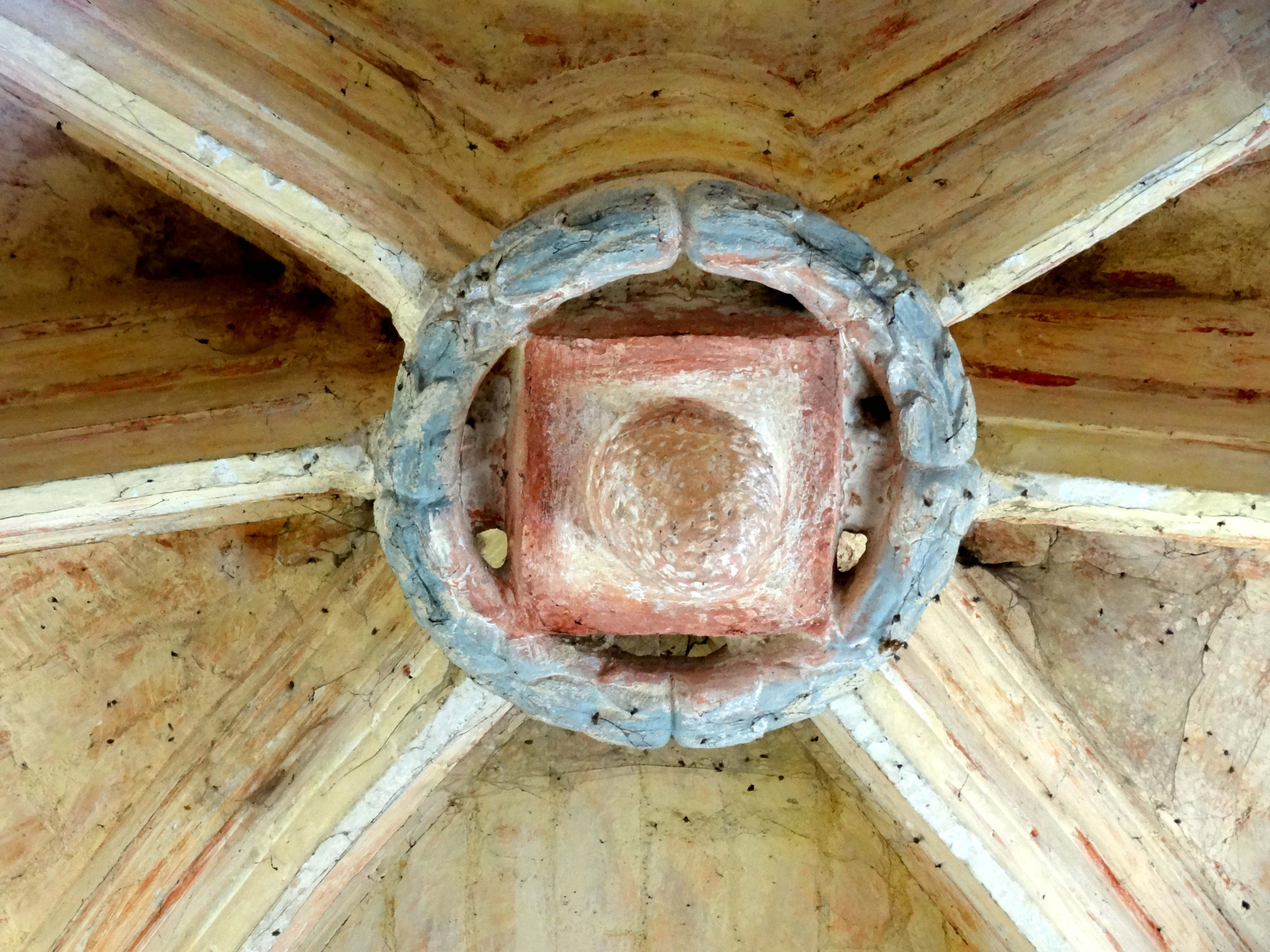
Clé de voûte de l'abside.

#### Chapelles latérales

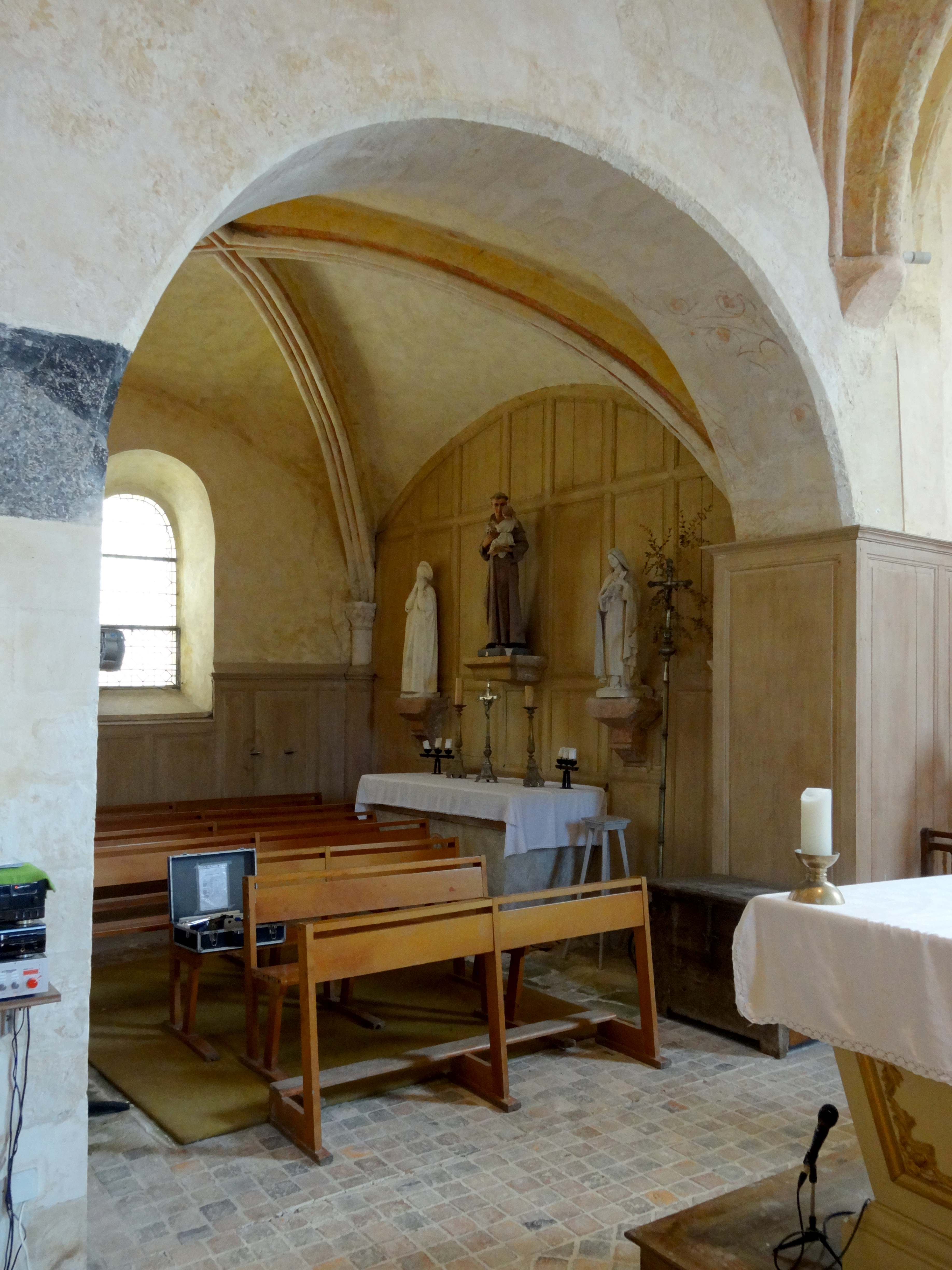
Chœur, vue dans la chapelle latérale nord.

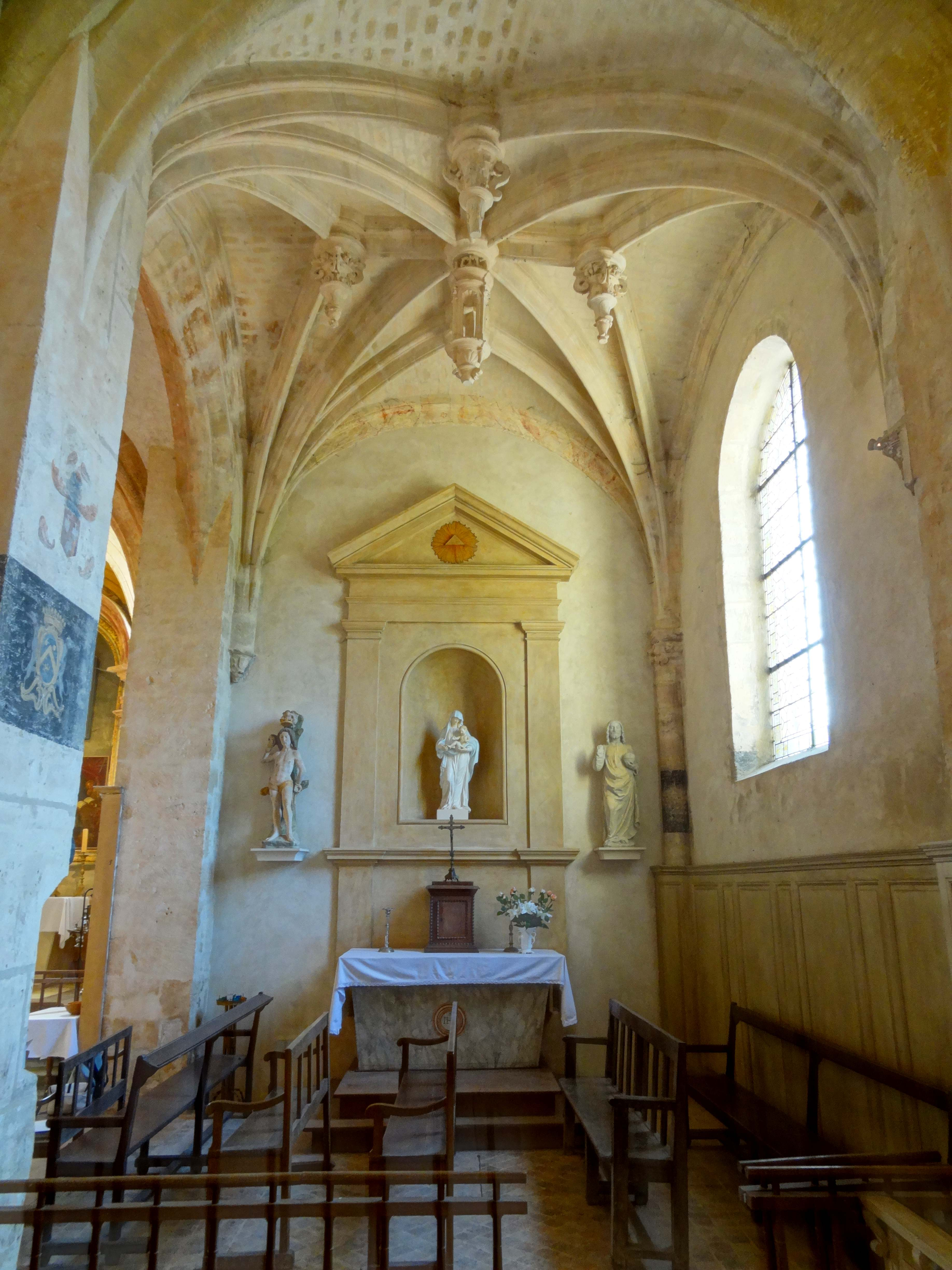
Chapelle latérale sud.

La chapelle latérale nord est d'allure plus modeste que son homologue au sud. C'est la travée la moins élevée de l'église. Les deux arcades qui la font communiquer avec les travées voisines, à savoir le croisillon nord et la travée droite du chœur, sont en plein cintre, et sans style réel. À l'extérieur de l'église, le contrefort du chevet, scandé par un larmier et amorti par un glacis formant larmier, annonce le style gothique. Inusité pour un chevet, la baie orientale est un oculus circulaire, dont la mouluration est abîmée. Il semble s'agir d'un double ressaut chanfreiné, comme autour des baies septentrionales de la nef. Cet oculus est actuellement condamné. La fenêtre latérale est en plein cintre, et nettement ébrasée. Elle pourrait dater d'origine, car la voûte, bien que rattachée au style gothique par le profil de ses ogives, est en cintre surbaissé. Ce choix surprenant pourrait être motivé par des contraintes de hauteur. La faible hauteur de la chapelle évite de masquer la vue sur le clocher. Pour venir au profil des ogives, il est d'un filet entre deux tores, et donc très proche du profil rencontré dans le transept et la première travée du chœur. Une fois de plus, les formerets font défaut, et les ogives sont seules à retomber sur les tailloirs carrés, disposés orthogonalement, des colonnettes à chapiteaux logées dans les angles. Les tailloirs sont de simples tablettes biseautées, comme à certains endroits du transept. Les chapiteaux sont sculptés de feuilles striées de forme ventrue aux angles, accostées d'un bourgeon de chaque côté. Ils s'éloignent assez de la sculpture monumentale gothique habituelle, et leur authenticité reste à examiner.
La chapelle latérale sud est voûtée à la même hauteur que le transept, la nef et le collatéral sud. Elle est reliée au chœur par le doubleau flamboyant déjà signalé dans le contexte de ce dernier, et le doubleau vers le croisillon est analogue. Ces doubleaux se fondent déjà dans des massifs carrés, solution de facilité contraire à l'esprit flamboyant appliquée ultérieurement à l'abside. La fenêtre du chevet n'est plus visible. À l'extérieur, elle est masquée par la sacristie. La fenêtre latérale, en plein cintre, est analogue à celles du collatéral sud de la nef, et ne devrait pas être antérieure au XVIIIe siècle. La chapelle est néanmoins remarquable pour sa voûte. Agrémentée de liernes et tiercerons, selon le dessin conventionnel, elle est caractéristique de la période flamboyante finissante, notamment pour ses nervures qui se présentent par un coin émoussé, et ses clés pendantes de style Renaissance. Il y a des formerets du même profil que les autres nervures. La clé centrale est un petit édicule, sous lequel est suspendu un cul-de-lampe flanqué de consoles appliquées. Les trois clés secondaires (celle à l'est a disparu) se composent d'une sorte de chapiteau corinthien sur plan circulaire, sous lequel est suspendu un cul-de-lampe sans consoles, revêtu de feuilles simples, et garni en bas d'un bourgeon. Dans les grandes églises des années précédant le milieu du XVIe siècle, de telles voûtes peuvent exister en dizaines, comme  à Montfort-l'Amaury, Gisors, Saint-Étienne de Beauvais ou Pont-Sainte-Maxence. Dans le Vexin, elles se font plus rares, même à l'époque en question. Deux spécimens aux clés pendantes particulièrement ouvragées se trouvent dans la chapelle latérale nord de Valmondois. Restent à signaler les supports dans les angles du chevet. Dans l'angle nord-est, l'on trouve un cul-de-lampe fortement détérioré, et évoquant les parties inférieures des clés secondaires de la voûte, mais affichant de face un écusson. Dans l'angle sud-est, l'on trouve un chapiteau inspiré du corinthien, lui aussi en fort mauvais état.

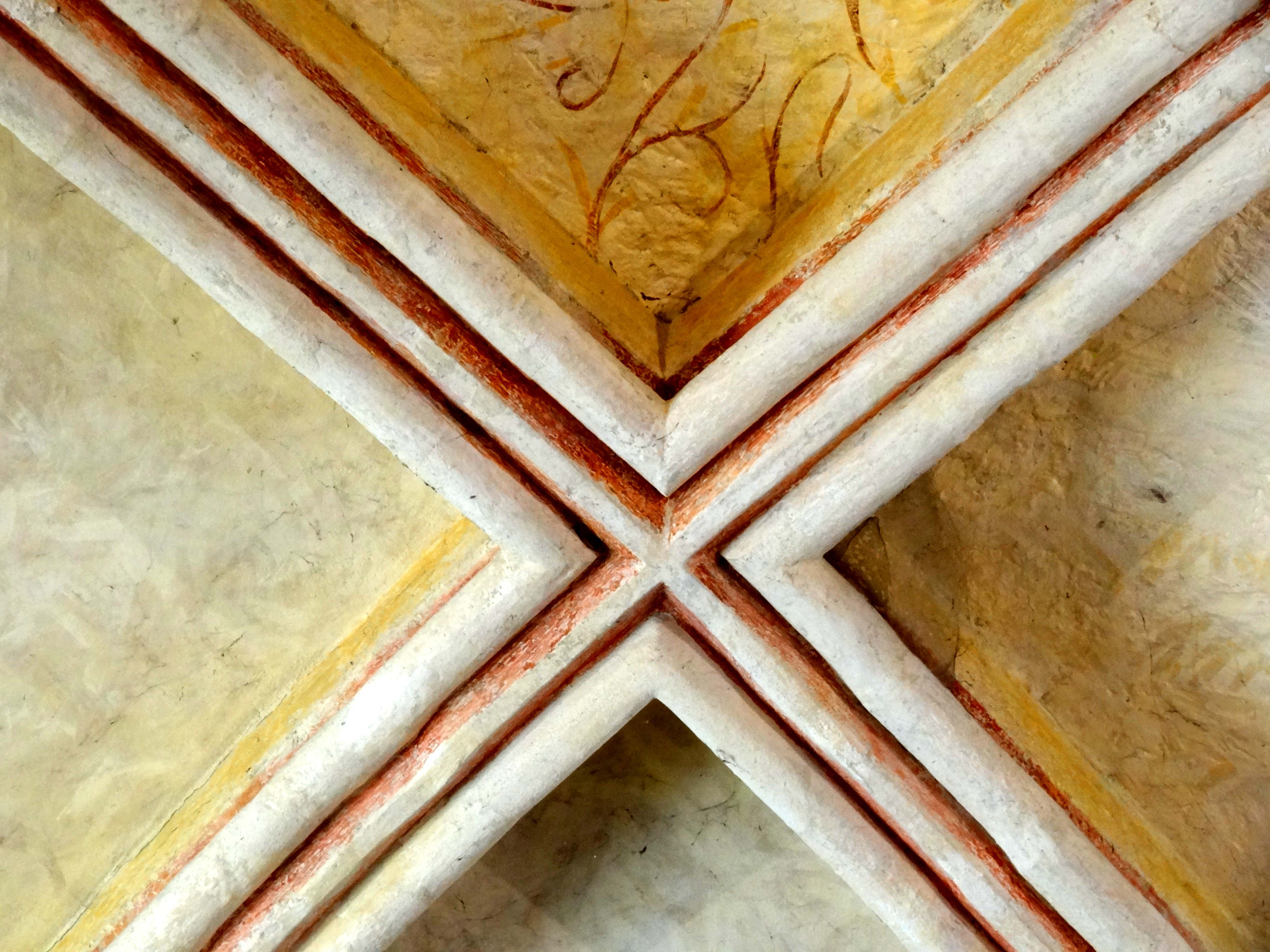
Chapelle latérale nord, clé de voûte.
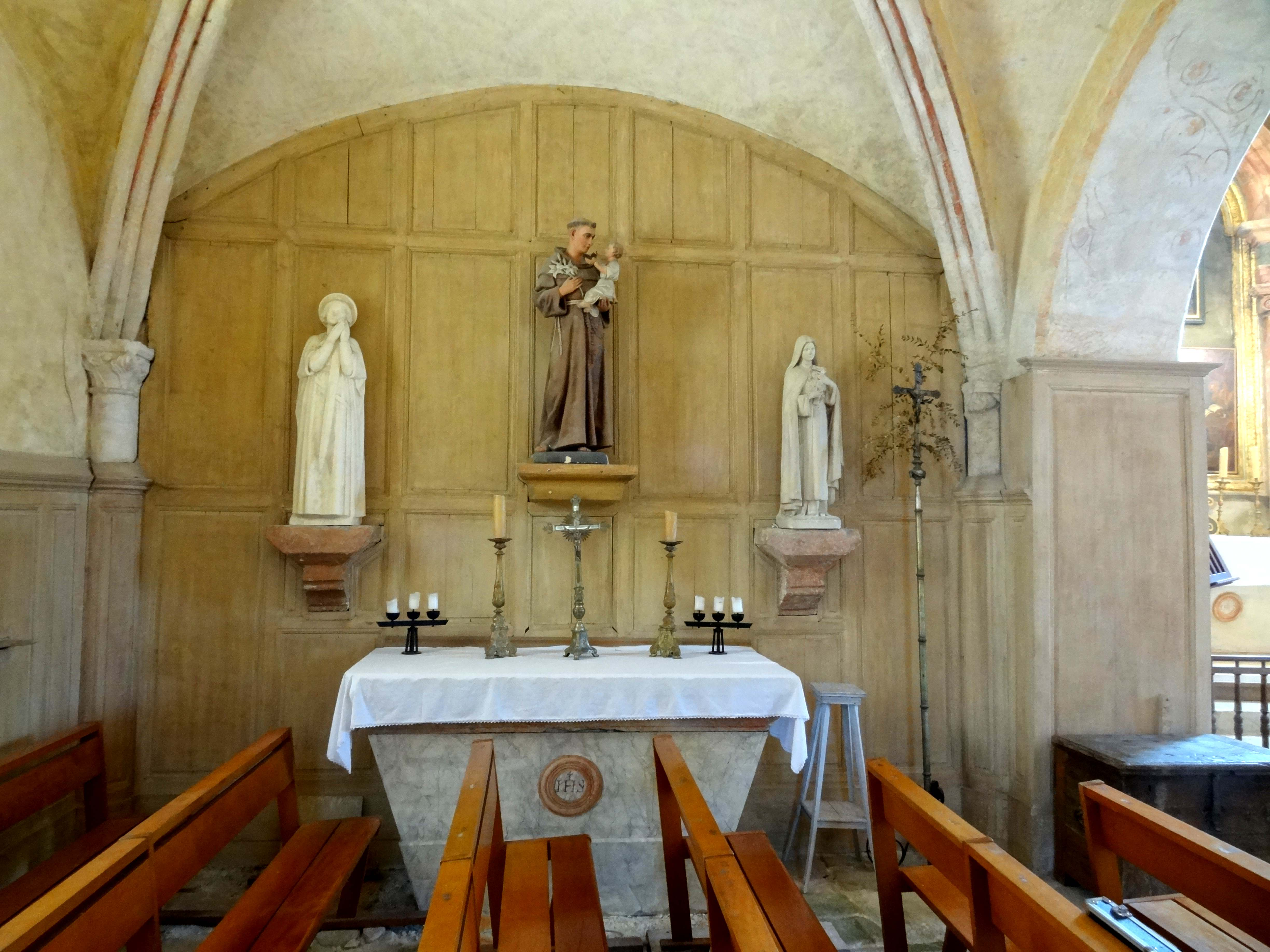
Chapelle latérale nord, chevet.
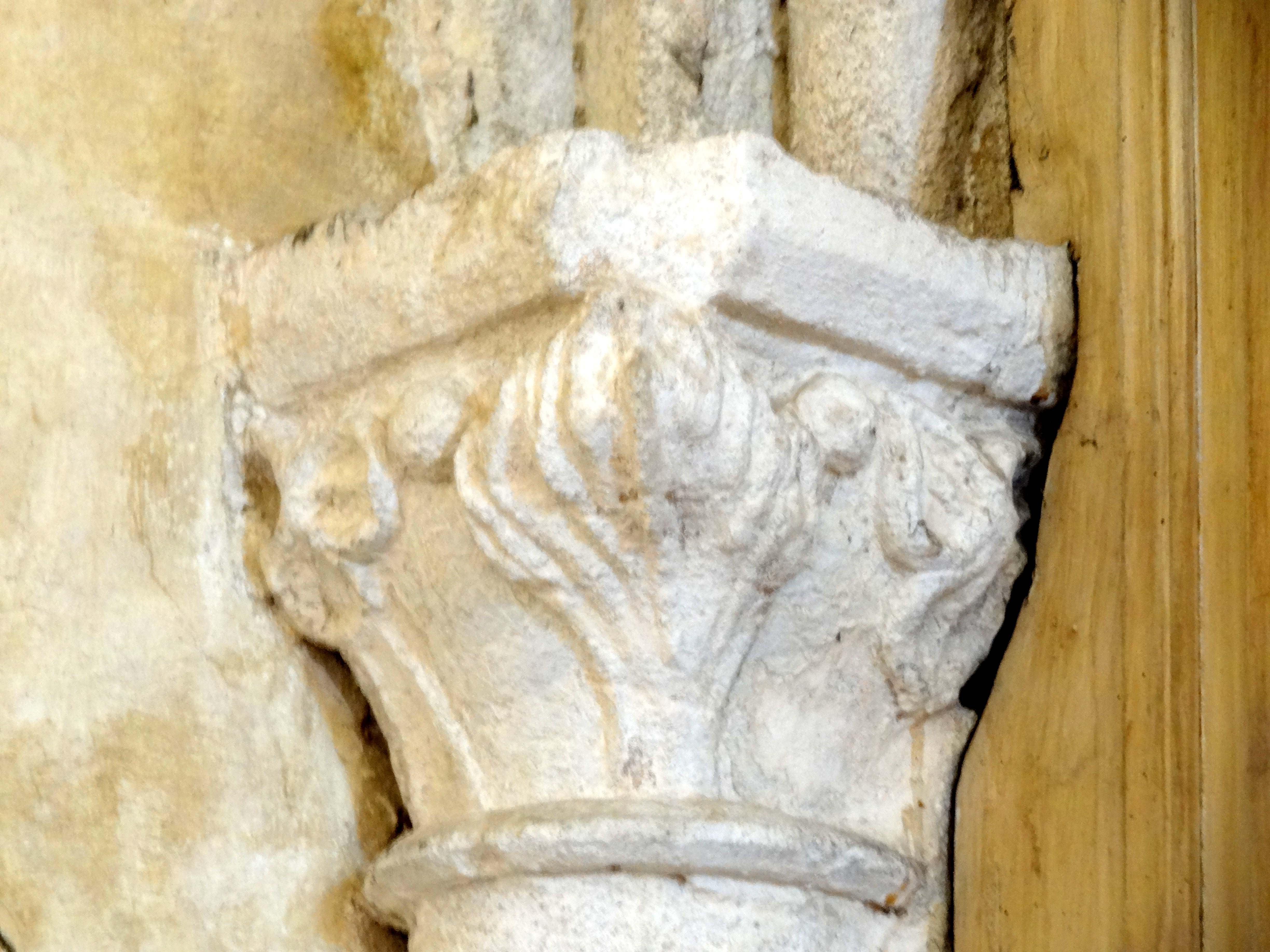
Chapelle latérale nord, chapiteau à gauche du chevet.
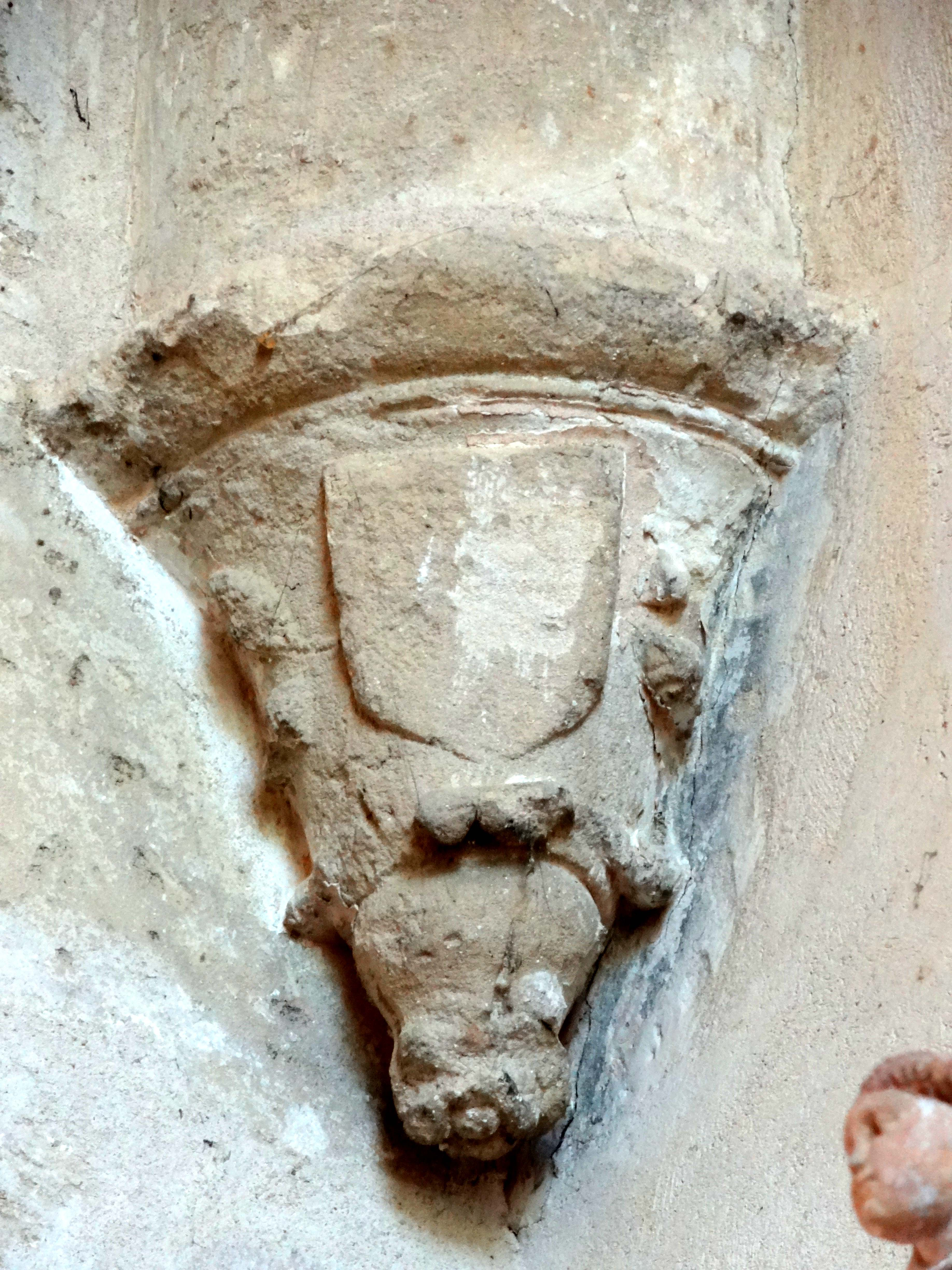
Chapelle latérale sud, cul-de-lampe dans l'angle sud-est.
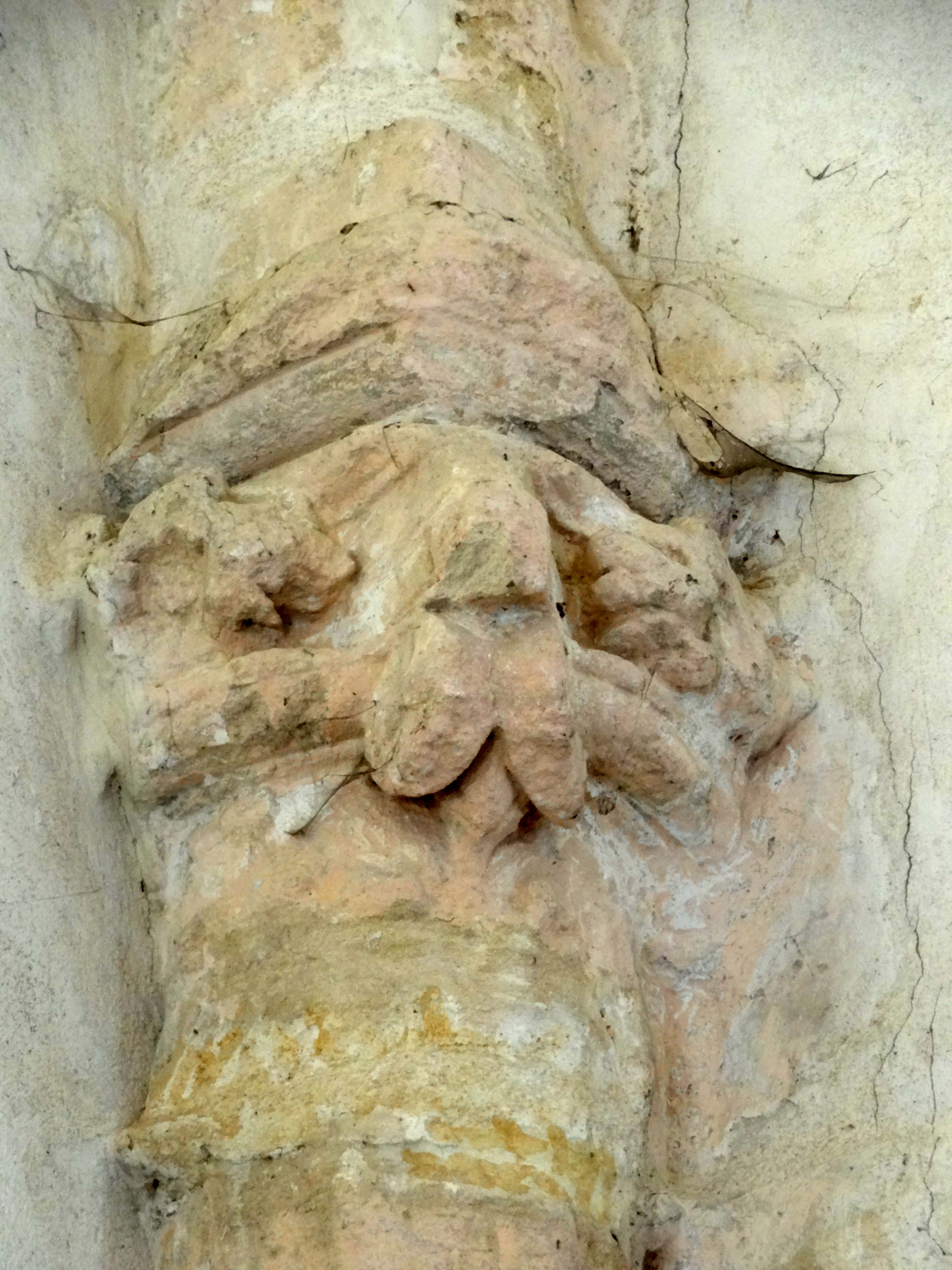
Chapelle latérale sud, chapiteau dans l'angle sud-ouest.
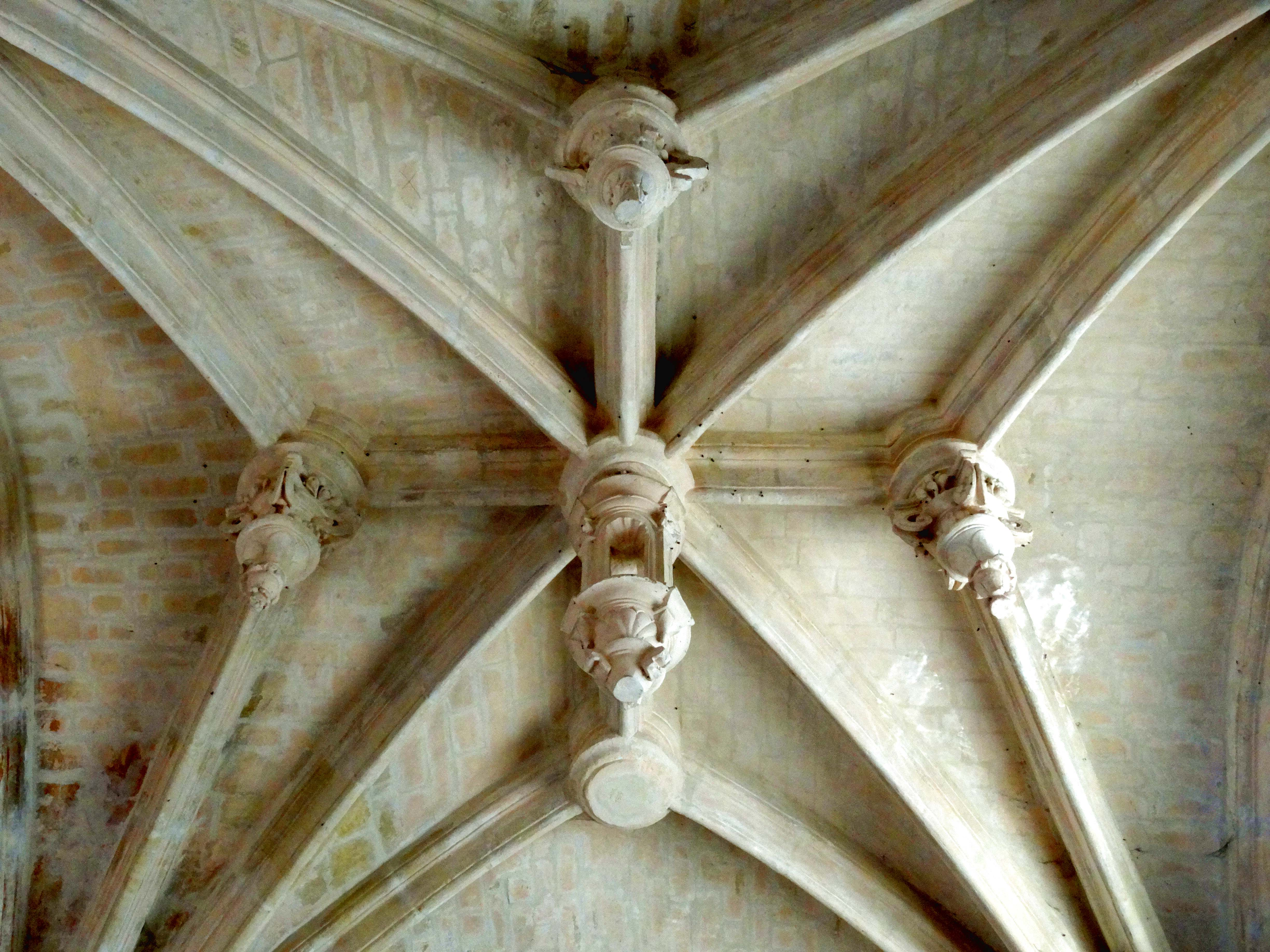
Chapelle latérale sud, détail de la voûte.

### Extérieur

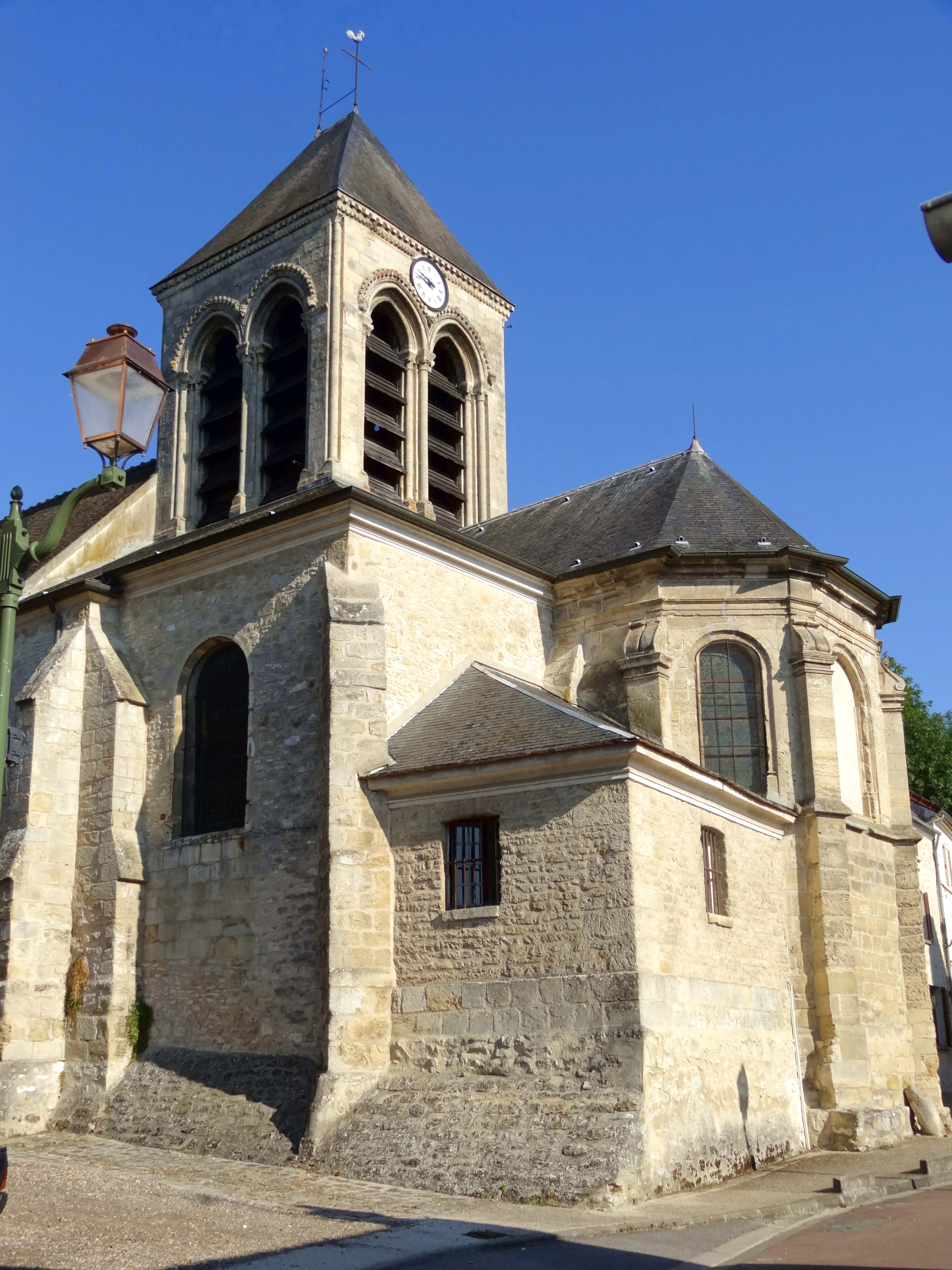
Vue depuis le sud-est.

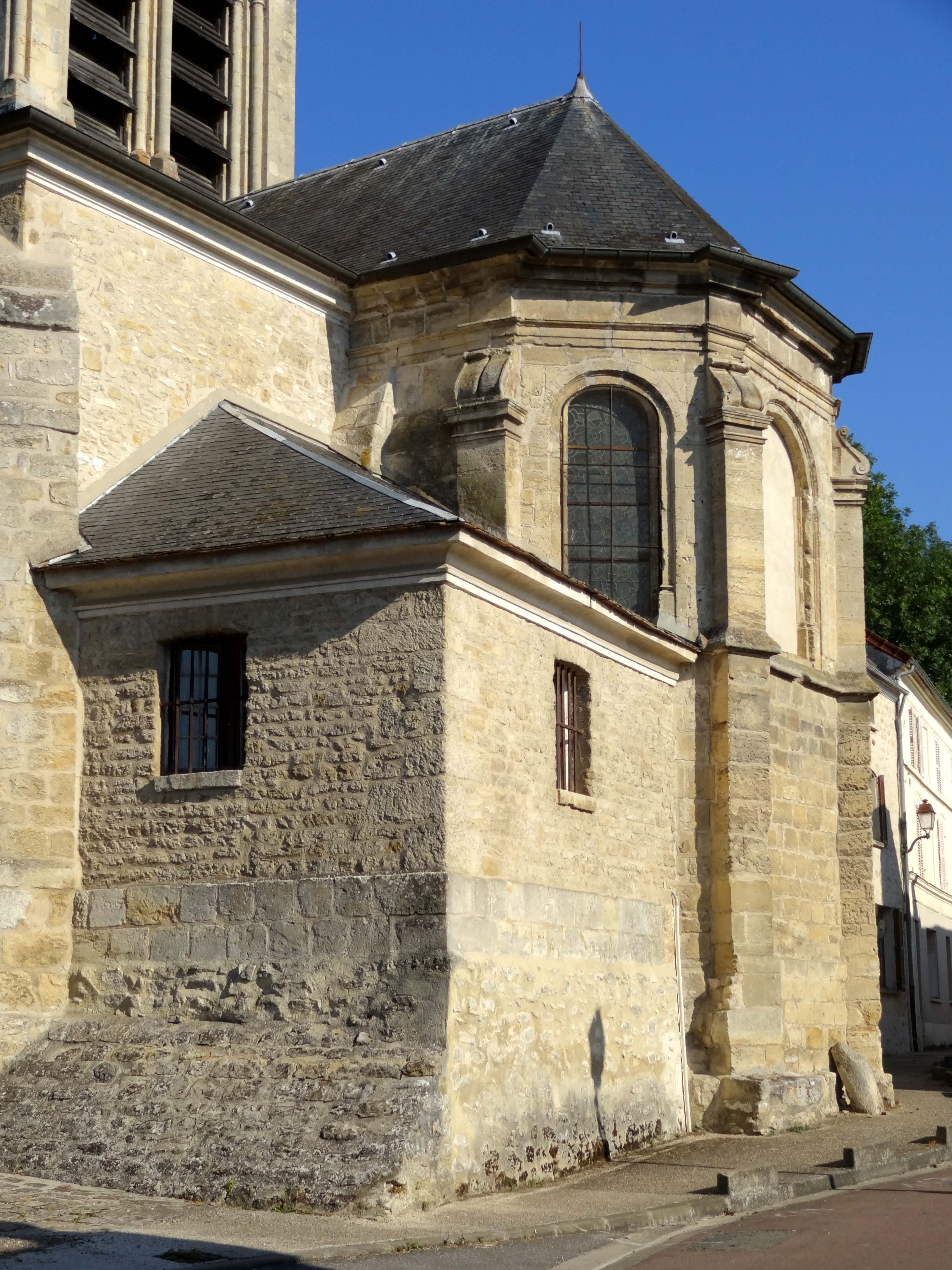
Abside et sacristie, vue depuis le sud-est.

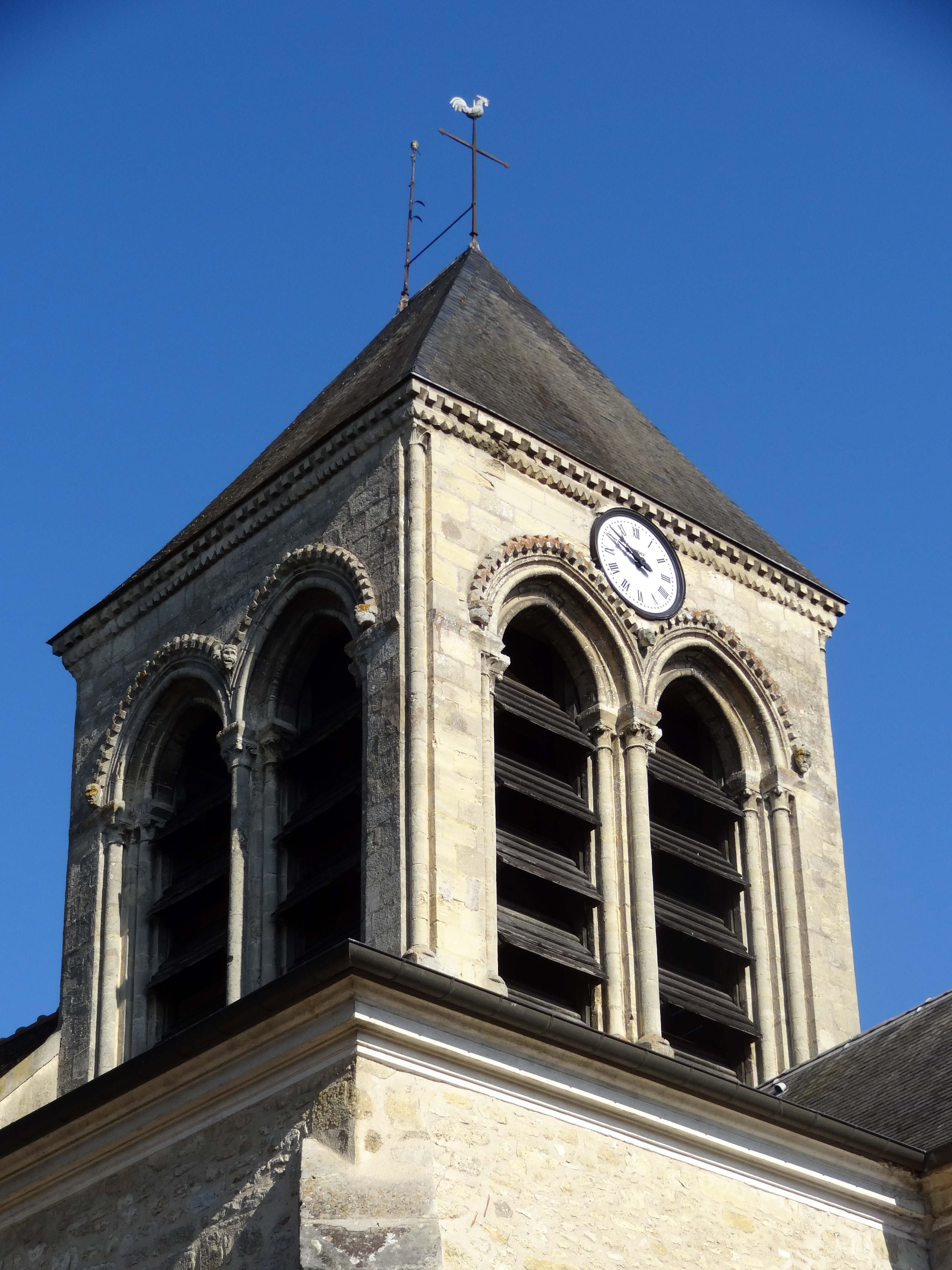
Clocher, étage de beffroi, vue depuis le sud-est.

L'absence de façade occidentale est loin d'être une exception, Avernes, Commeny, Follainville, Magny-en-Vexin, Omerville, Le Perchay, Valmondois, constituant autant d'autres exemples dans le Vexin. Un certain nombre d'églises gothiques ont également perdu leur portail d'origine à la période classique ou néo-classique, dont Hardricourt, Jambville, Meulan, Tessancourt-sur-Aubette, Wy-dit-Joli-Village. Le portail du XVIIIe siècle, dans la première travée du collatéral, se contente de deux pilastres doriques supportant un entablement ébauché, sans architrave, mais avec une double métope, le tout sans le moindre décor sculpté. Les deux fenêtres en plein cintre du collatéral sud sont contemporaines du portail. Les contreforts en glacis continu ne sont caractéristiques d'aucune époque, et leur datation est problématique. Il en va de même des courts contreforts au nord de la nef. On peut seulement affirmer que les contreforts plats à l'angle nord-ouest de la nef et au niveau de la quatrième travée sont romans. Le portail latéral nord, dans la deuxième travée de la nef, est très aigu et très étroit. Le double ressaut chanfreiné qui l'entoure indique la première période gothique, qui est l'époque du transept et de la travée droite du chœur. Il en va de même des fenêtres au nord de la nef.
Les deux fenêtres d'origine du transept, au sud et à l'ouest du croisillon nord, sont encore plus simples, et seulement entourées d'un ébrasement. Au nord, le caractère du croisillon nord s'est assez bien conservé, mais son architecture est d'une sobriété extrême. La fenêtre à remplage au milieu du mur-pignon nord, aménagée après le premier tiers du XIIIe siècle, se présente de la même manière qu'à l'intérieur de l'église. En guise de corniche, il n'y a qu'une simple tablette biseautée, que l'on retrouve au sud. Au sud, l'absence de pignon ne fait pas ressortir le croisillon en tant que tel, mais le clocher est ainsi mieux mis en valeur. Les deux contreforts orthogonaux par angle subsistent au nord et au sud, où les contreforts regardant vers l'ouest et vers l'est sont appliqués contre les murs du collatéral et de la chapelle latérale sud. Ces contreforts, qui se retraitent grâce à un fruit après les premières assises, puis par un larmier à mi-hauteur, et s'amortissent par un glacis formant larmier, appartiennent à la première période gothique. À partir des années 1220 environ, le larmier est généralement présent sur les trois faces du contrefort, et se continue souvent sur les murs à la limite des allèges. Les contreforts de la chapelle latérale nord sont du même type, et le contrefort biais de la chapelle latérale sud est curieusement assez semblable, mais les contreforts obliques ne sont généralement employés qu'à la fin de la période flamboyante. Les deux chapelles latérales ont reçu une corniche moulurée en stuc à la période néo-classique, quand la fenêtre du sud a également été repercée, à l'instar des baies du collatéral. L'oculus au chevet de la chapelle du nord est probablement authentique.
Les seules parties dignes d'intérêt à l'extérieur sont l'abside Renaissance et le clocher gothique. Dans son ensemble, le chevet pourrait offrir un aspect pittoresque, si la sacristie ne cacherait pas le chevet de la chapelle latérale sud et une bonne partie de l'abside, et si la baie d'axe du chevet et l'oculus de la chapelle latérale nord n'étaient pas bouchés. L'abside est épaulée par des contreforts de section carrée, qui sont assez minces, mais secondés par des piliers engagés à l'intérieur. Un larmier court au niveau de la limite des allèges, et passe autour des contreforts. Ceux-ci montent jusqu'au niveau des impostes des fenêtres, puis portent une sorte de chapiteau de pilastre dorique, qui est ici à trois faces (et non à une seule), et sont coiffés d'une console en S, qui commence et se termine par un coussinet ionique. Les murs de l'abside se terminent par un entablement non sculpté, qui comporte des faibles ressauts au-dessus des contreforts, suggérant des pilastres, et évitant des angles saillants. Les fenêtres, qui atteignent presque l'entablement, sont entourées d'un bandeau entre deux sections de listels, avec des bases, mais cette mouluration assez complexe est fortement abîmée, et ne demeure complète sur aucune des fenêtres. L'on note un lien de parenté entre l'abside et le portail, qui s'inspire peut-être de la première, mais si l'abside est en pierre de taille, le portail est seulement en stuc, et les références stylistiques de la Renaissance et de l'architecture néo-classique sont finalement les mêmes, et viennent de l'architecture antique. Vers 1580, le très sobre chœur Renaissance de Triel-sur-Seine préfigure ainsi déjà le style classique.
Le clocher est d'une facture élégante, et compense en partie les faiblesses des autres parties de l'église. Dérivé du clocher central de Nucourt, qui passe pour le premier clocher gothique du Vexin français, il se compose d'un étage intermédiaire dissimulé par les combles, et d'un unique étage de beffroi dénué de contreforts. Ce détail est encore un trait roman, les contreforts ayant tendance à monter jusqu'en haut de l'étage de beffroi à partir du XIIIe siècle. L'avantage esthétique sont les colonnettes d'angle, avec bases et chapiteaux de crochets, qui montent jusqu'à la corniche, et sont en principe incompatibles avec la présence de contreforts. On les trouve encore à Cléry-en-Vexin et Vaudancourt. À Vétheuil, elles s'insèrent dans l'angle rentrant entre deux contreforts. Un compromis sont trois colonnettes par angle, dont deux jouent le rôle de contreforts, comme à Auvers-sur-Oise et Delincourt, voire cinq colonnettes, comme à Grisy-les-Plâtres. Comme à l'accoutumée, chacune des faces de l'étage est ajouré de deux baies en arc brisé géminées. Elles s'ouvrent ici sous une double archivolte torique, et entre deux colonnettes appareillées. Devant le trumeau, la colonnette des archivoltes supérieures est partagée par les deux baies. Les tailloirs sont d'épaisses tablettes biseautées, qui se continuent jusqu'aux colonnettes d'angle. Les chapiteaux sont sculptés de crochets, comme à l'intérieur du transept. Les archivoltes sont surmontées d'un double rang de billettes, qui se détachent d'un bandeau doublement biseauté visible en arrière-plan. Ces billettes retombent sur trois têtes humaines sculptées en haut-relief, soit une à gauche, une au milieu, et une à droite. Les billettes sont un motif ornemental roman fort ancien, mais se trouvent encore sur les premiers clochers gothiques, principalement sur les corniches, comme à Cléry-en-Vexin, Grisy-le-Plâtres et Osny. Avec la même fonction, les têtes saillantes se trouvent aussi à Cléry-en-Vexin et Vétheuil. Les murs du clocher sont couronnés d'une corniche composée d'un rang de billettes et d'un rang têtes de clous ou pointes-de-diamant. Ce motif, plus propre à la première période gothique, est très répandu. Il figure déjà au-dessus des baies du clocher roman de Nesles-la-Vallée. Le toit à la hache actuel n'est certainement pas la forme de couverture prévue à l'origine. À défaut d'une flèche de pierre, le clocher devait être coiffé en bâtière.

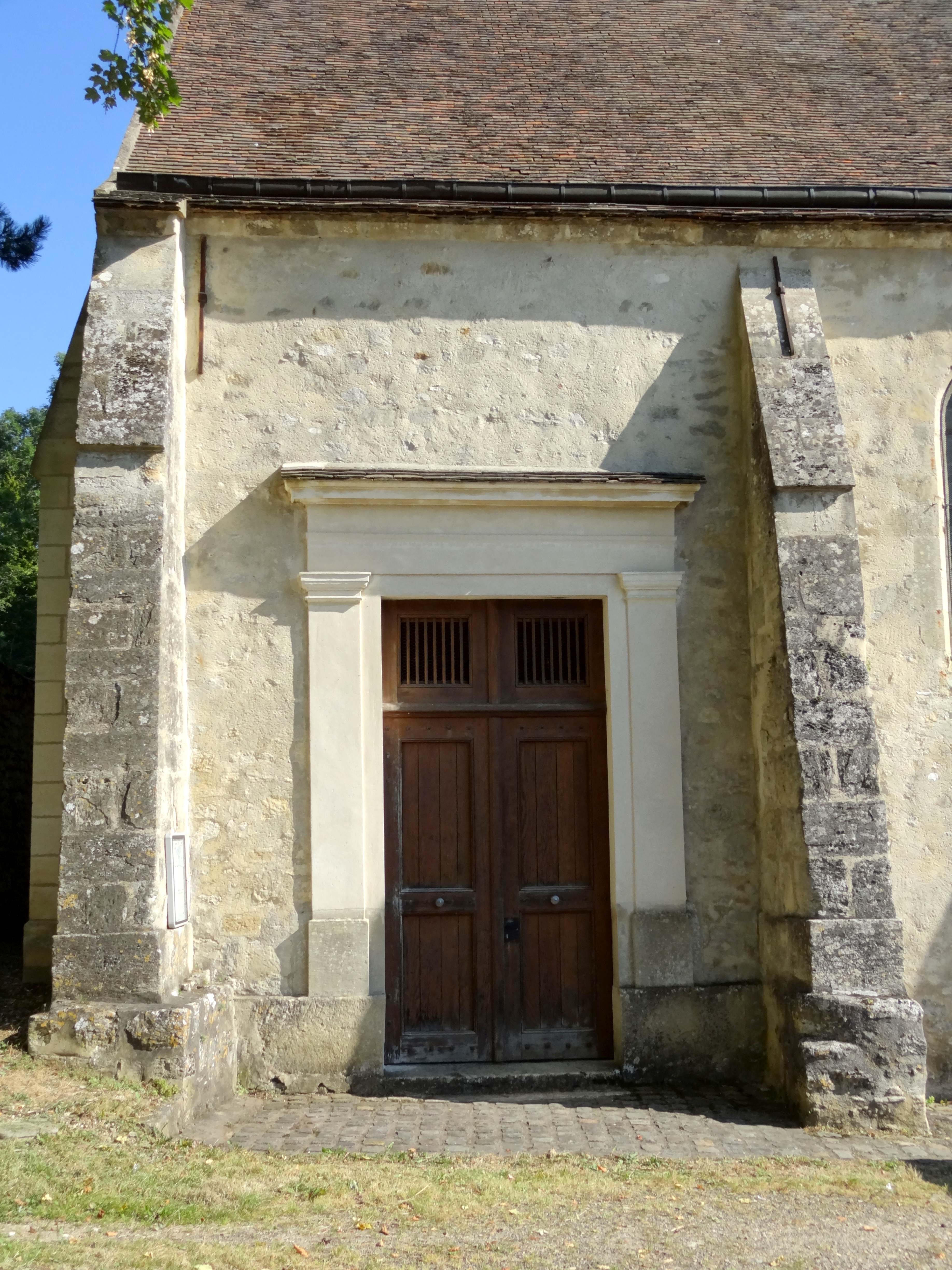
Portail principal sud.
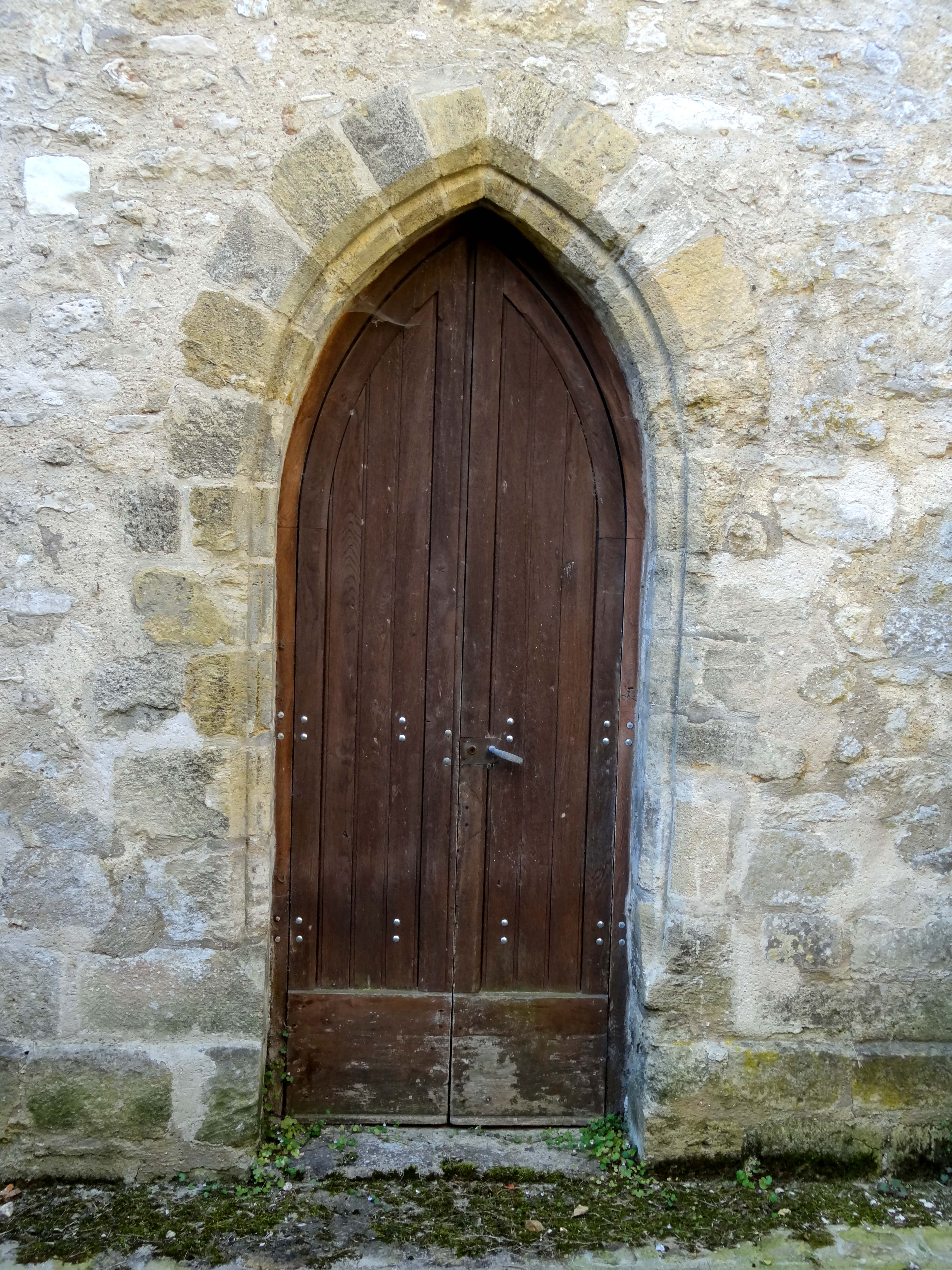
Portail secondaire nord.
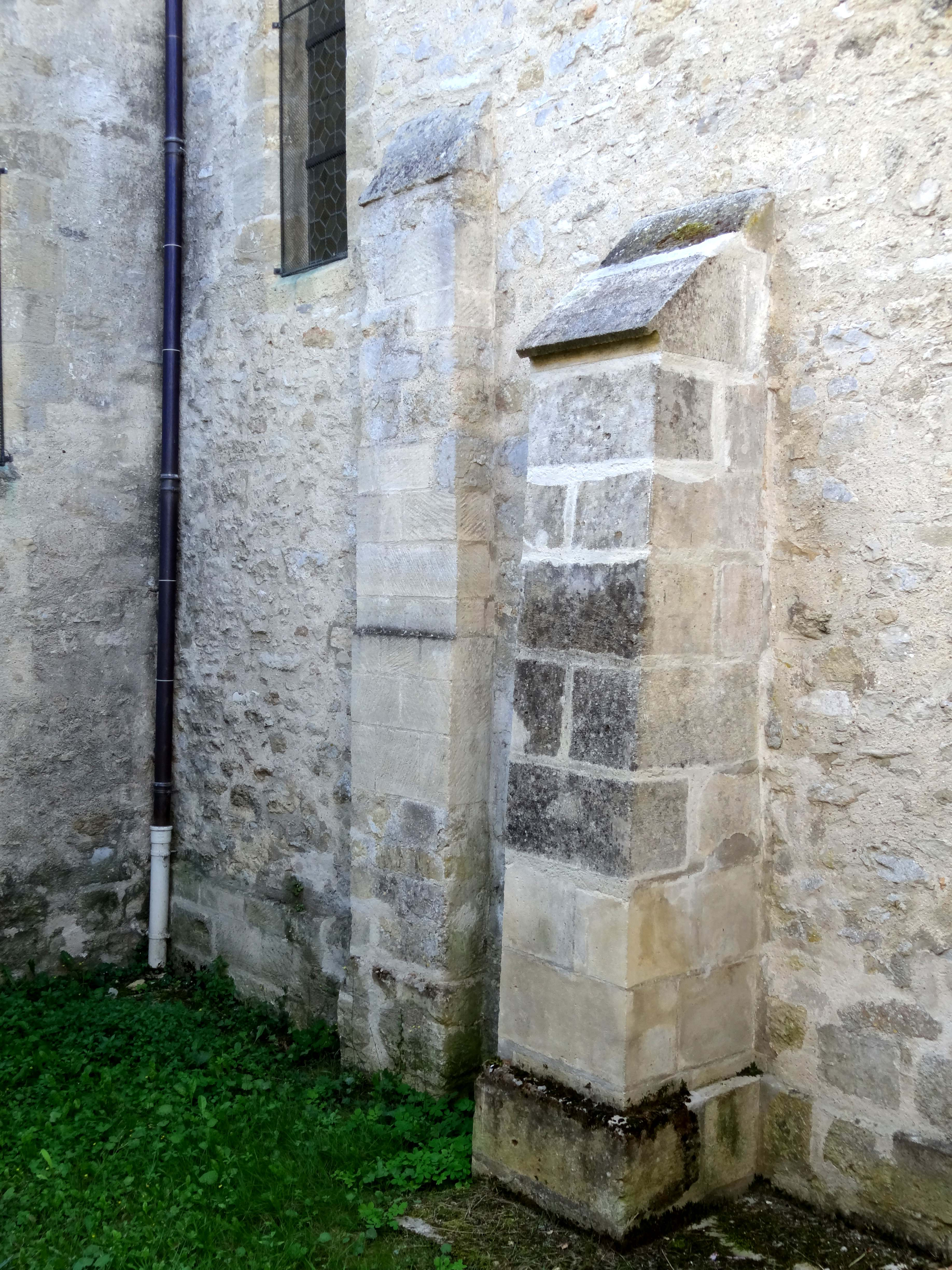
Contreforts de deux époques au nord.
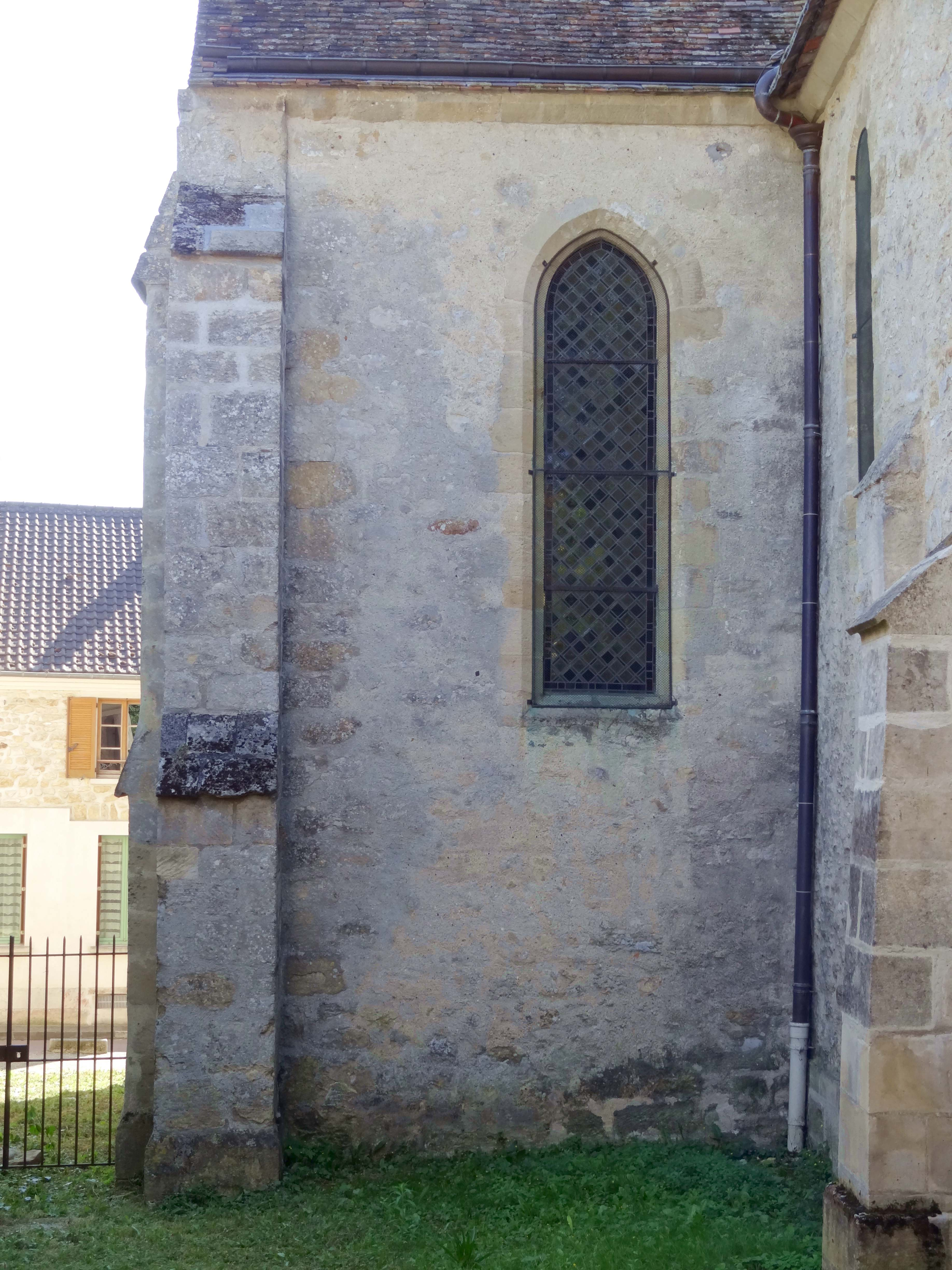
Croisillon nord, vue depuis l'ouest.
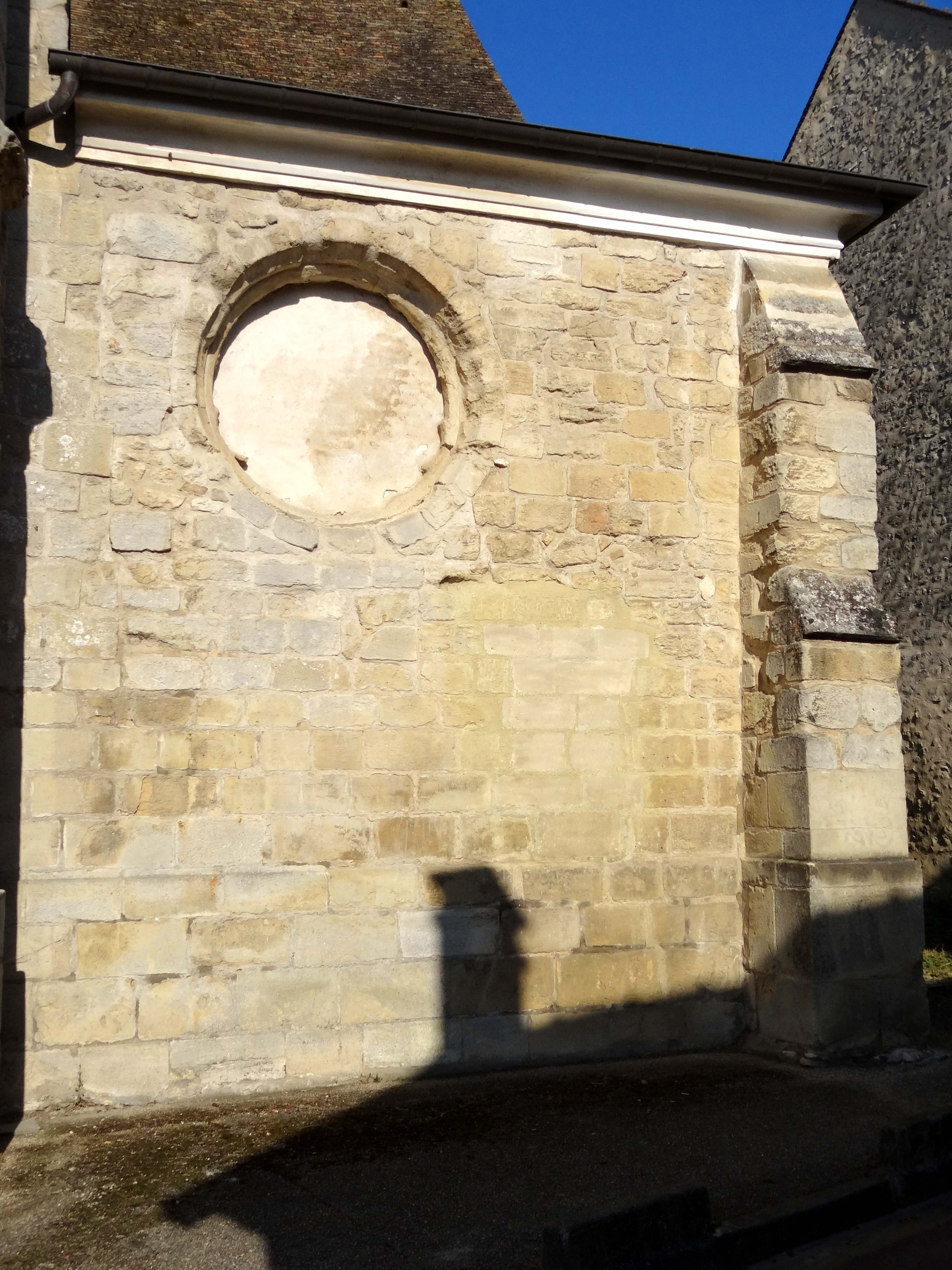
Chapelle nord, chevet.
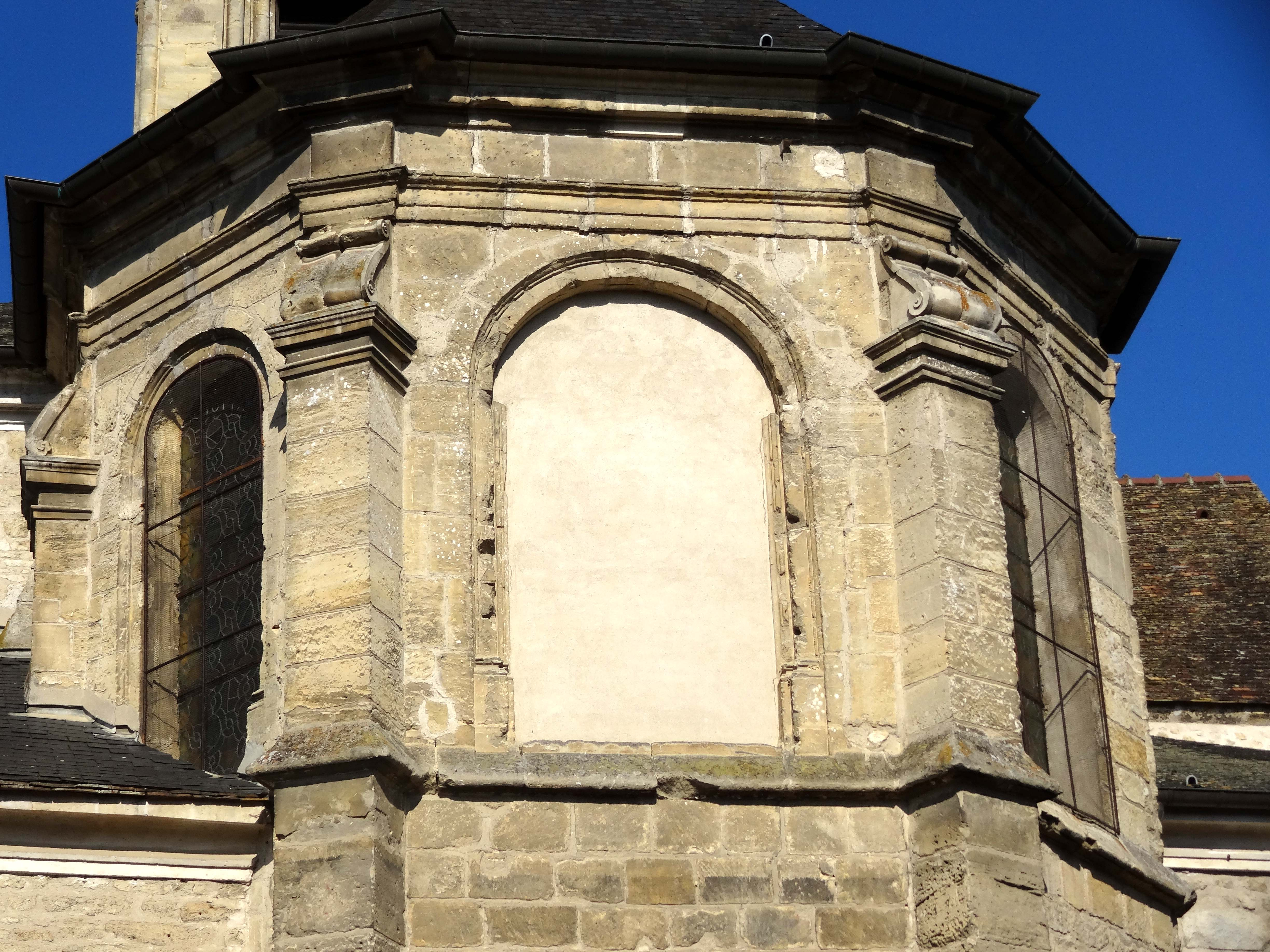
Abside, parties hautes.

## Mobilier

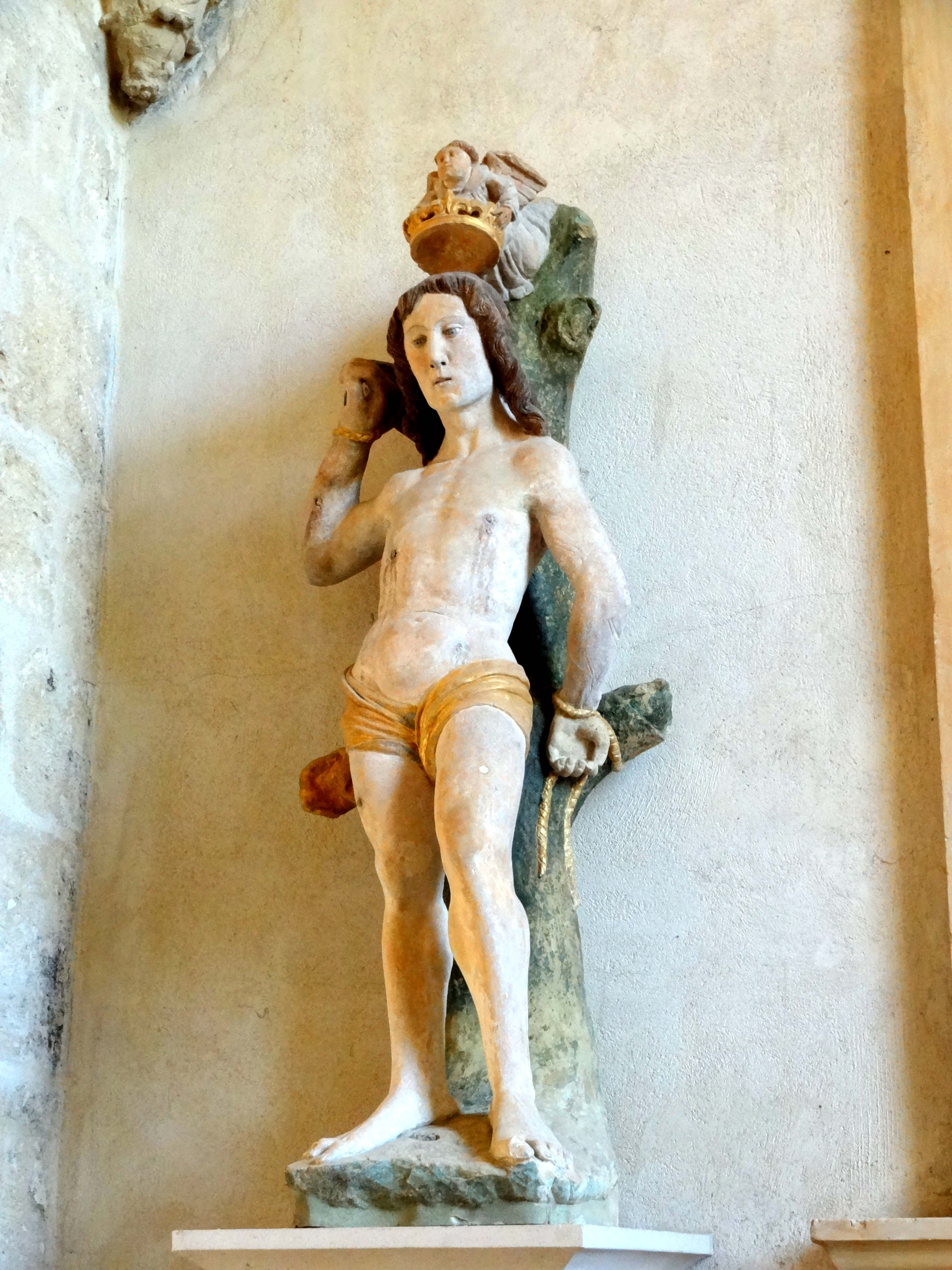
Saint Sébastien.

L'église Saint-Séverin est peu fournie en mobilier. Les bancs et le mobilier liturgique du XIXe siècle ont été en grande partie enlevés, y compris la chaire à prêcher. Les fonts baptismaux et le bénitier sont frustes, et le confessionnal, les boiseries, les quelques bancs anciens conservés dans les croisillons, sont d'une grande simplicité. Les trois autels sont de simples boîtes en bois, avec un panneau frontal trapézoïdal, et peints en faux-marbre. Le retable de pierre du XVIIe siècle dans le sanctuaire a déjà été signalé. Il harmonise bien avec l'architecture. Le retable de la Vierge, au chevet de la chapelle latérale sud, se compose d'une niche à statue en plein cintre, qui est flanqué des mêmes pilastres, et surmonté du même entablement, que l'on observe sur le portail. S'y ajoute un fronton triangulaire sculpté d'une petite gloire. Il n'y a que trois statues et une statuette antérieures à la Révolution, dont l'une constitue l'unique élément du mobilier qui soit classé monument historique au titre objet. Il s'agit d'une statue en pierre polychrome du XVIe siècle, qui représente saint Sébastien, patron des archers, au moment de son martyre. Elle reprend l'iconographie traditionnelle : le saint, seulement vêtu d'un périzonium, est lié, par ses deux poignets, le dos contre un tronc d'arbre écoté, et porte les stigmates des flèches dont il a été criblé. Ces flèches ont disparu, et n'ont pas été remplacées lors de la récente restauration. Un détail souvent contenu dans les peintures reprenant le même sujet, mais généralement absent des sculptures, est un petit ange posant une couronne sur le chef du martyr. Cette couronne n'est pas évidée, et assez révélateur de la facture populaire de l'œuvre. Elle est surtout remarquable pour sa polychromie d'origine, qui a pu être reconstituée, et son bon état. Son classement remonte à avril 1955. Les deux autres statues représentent des saints évêques non identifiés par des attributs, et la statuette, un saint non identifié.